# Сила шахових фігур
Сила фігури або цінність фігури у шахах — величина відносного вираження цінності та стратегічної важливості, що традиційно призначається кожній фігурі. Оцінка фігур не грає ролі у правилах гри в шахи, але є корисною для оцінювання перспектив шахової позиції чи розміну фігурами. Силу фігури вимірюють також і шахові комп'ютерні програми: ці значення використовуються в математичних підрахунках, на основі яких шаховий робот визначає пріоритетність ходів.
Найвідоміша система оцінювання приписує 1 пункт пішаку, 3 пункти коню чи слону, 5 пунктів турі та 9 пунктів ферзю. Однак системи оцінки дають лише приблизний орієнтир; справжня вартість фігури може суттєво відрізнятися залежно від положення фігури на дошці відносно інших фігур гравця та фігур суперника.

## Стандартне оцінювання
Цінність фігур використовується, тому що розрахунок ходів до самого мата у більшості позицій недосяжний не лише для гравців, але навіть для кращих комп'ютерів. Отже, гравці націлені насамперед на створення матеріальної переваги; для досягнення цієї мети зазвичай корисно кількісно оцінити силу фігур на шаховій дошці. Такі вартості фігур є дійсними і концептуально усереднененими для тактично спокійних позицій, де не відбудеться негайного тактичного досягнення матеріальної переваги.
У наступній таблиці наведено найпоширеніші значення балів.
| Фігура   | Пішак | Кінь | Слон | Тура | Ферзь |
| Цінність | 1     | 3    | 3    | 5    | 9     |
Найстаріший висновок щодо стандартних значень сили фігур належить моденській школі (Ерколе дель Ріо, Джамбатіста Лоллі та Доменіко Лоренцо Понціані) у XVIII столітті і частково базується на попередніх працях П'єтро Каррери. Значення короля не визначено, оскільки його не можна збити або розміняти під час гри. Шахові рушії зазвичай призначають королю довільне велике значення, наприклад 200 пунктів або більше, щоб вказати, що неминуча втрата короля через мат перевершує всі інші рішення. Під час ендшпілю, оскільки є менша небезпека мату, король часто бере на себе більш активну роль. Він краще захищає сусідні фігури та пішака, ніж кінь, і краще атакує їх, ніж слон. Загалом це робить короля сильнішим за легку фігуру, але менш потужним за туру, тому його бойова цінність становить приблизно чотири пункти.
Ця система має деякі недоліки: а саме, сила комбінації фігур не завжди дорівнюює сумі їхніх ваг; наприклад, два слони на полях протилежних кольорів зазвичай вартують трохи більше, ніж слон і кінь, а три легкі фігури (дев'ять пунктів) часто трохи сильніші за дві тури (десять пунктів) чи ферзя (дев'ять пунктів). Теоретик шахів Ральф Беца встановив «ефект вирівнювання», який спричиняє зменшення вартості сильніших фігур у присутності слабших фігур суперника, через те, що останні перешкоджають першим у доступі до частини дошки, щоб запобігти зникненню різниці в цінності шляхом обміну 1 за 1. Цей ефект призводить до того, що 3 ферзі сильно програють 7 коням (коли і ті і другі починають за стіною пішаків), навіть якщо сумарні цінності фігур показують, що гравцеві з сімома конями не вистачає двох коней для рівності. У менш екзотичному випадку це пояснює, чому розмін турами за наявності дисбалансу ферзь проти 3-х легких фігур сприяє гравцеві з ферзем, оскільки тури перешкоджають руху ферзя більше, ніж легких фігур. Отже, додавання значень фігур є першим наближенням, оскільки також слід враховувати взаємодію фігур (наприклад, слони різного кольору співпрацюють дуже добре) поряд з рухливістю кожної фігури (наприклад, недалекобійна фігура, що знаходиться на великій відстані від основних подій на дошці майже нічого не варта).
Оцінка фігур залежить від багатьох параметрів. Едвард Ласкер заявляв, що «важко порівнювати відносну вартість різних фігур, оскільки багато залежить від особливостей позиції». Тим не менше він оцінював туру і коня як майже рівних за силою
Тура відповідає легкій фігурі плюс один або два пішаки, ферзь відповідає трьом легким фігурам або двом турам. Американський шахіст Ларрі Кауфман пропонує такі значення сили фігур для мітельшпіля:
| Фігура   | Пішак | Кінь | Слон | Тура | Ферзь |
| Цінність | 1     | 3,5  | 3,5  | 5,25 | 10    |
Слони у парі вартують 7,5 пішака — на половину пішака більше, ніж значення слонів, що входять до нього у сумі. Хоча це була б дуже теоретична ситуація, такого бонусу для пари слонів на полях одного кольору немає. Згідно з дослідженнями Г. Г. Мюллера, три білопольні слони та один слон на темному поля отримували б лише 0,5 бала бонуса, тоді як двоє кожного кольору отримували б 1 бал бонуса. Однак більш незбалансовані комбінації, такі як 3:0 або 4:0, не тестувалися. Позиція кожної фігури також дає суттєву різницю: пішаки біля країв вартують менше, ніж пішаки поблизу центру, пішаки, близькі до просування на останню горизонталь, вартують набагато більше, фігури, що контролюють центр, вартують більше їх середнього показника, фігури в пастці (наприклад, «погані слони») вартують менше тощо.

## Альтернативні варіанти
Хоча система підрахунку пунктів 1-3-3-5-9 є найпоширенішою, було запропоновано багато інших систем оцінювання фігур. Деякі системи вважають слона дещо сильнішим, від коня.
Примітка: Там, де вказано значення для короля, воно використовується під час розгляду розвитку фігури та її сили в ендшпілі.
|      |          |      |      |     | Джерело                                         | Дата                 | Коментар                          |
| ---- | -------- | ---- | ---- | --- | ----------------------------------------------- | -------------------- | --------------------------------- |
| 3,1  | 3,3      | 5,0  | 7,9  | 2,2 | Сарратт                                         | 1813                 | (округлено)[b][c]                 |
| 3,05 | 3,50     | 5,48 | 9,94 |     | Філідор                                         | 1817                 | Staunton, (1847) погоджується;[d] |
| 3    | 3        | 5    | 10   |     | П. Пратт                                        | початок XIX століття | [21]                              |
| 3,5  | 3,5      | 5,7  | 10,3 |     | Більгер                                         | 1843                 | (округлено)[21][e]                |
| 3    | 3        | 5    | 9–10 | 4   | Ласкер                                          | 1934                 | [22][f]                           |
| 3,5  | 3,5      | 5,5  | 10   |     | Ейве                                            | 1944                 | [23]                              |
| 3,5  | 3,5      | 5,0  | 8,5  | 4   | Ласкер                                          | 1927                 | (округлено)[24][g][h]             |
| 3    | 3+       | 5    | 9    |     | Горовіц                                         | 1951                 | [25][i][26]                       |
| 3    | 3,5      | 5    | 10   |     | Тюрінг                                          | 1953                 | [27]                              |
| 3,5  | 3,5–3,75 | 5    | 10   | 4   | Еванс                                           | 1958                 | [28][j][k]                        |
| 3,5  | 3,5      | 5    | 9,5  |     | Стєклов (рання радянська шахова програма)       | 1961                 | [29][30]                          |
| 3    | 3,25     | 5    | 9    | ∞   | Фішер                                           | 1972                 | [31][l]                           |
| 3    | 3        | 4,25 | 8,5  |     | Європейський комітет комп’ютерних шахів, Ейве   | 1970s                | [32]                              |
| 3    | 3,15     | 4,5  | 9    |     | Каспаров                                        | 1986                 | [33]                              |
| 3    | 3        | 5    | 9–10 |     | Радянська енциклопедія шахів                    | 1990                 | [21][m]                           |
| 4    | 3,5      | 7    | 13,5 | 4   | використовується шаховою комп'ютерною програмою | 1992                 | [21][n]                           |
| 3,20 | 3,33     | 5,10 | 8,80 |     | Берлінер                                        | 1999                 | [34][o]                           |
| 3,25 | 3,25     | 5    | 9,75 |     | Кауфман[en]                                     | 1999                 | [p][35][q] [r]                    |
| 3,5  | 3,5      | 5    | 9    |     | Курцдорфер                                      | 2003                 | [36]                              |
| 3    | 3        | 4,5  | 9    |     | інша популярна система                          | 2004                 | [37]                              |
| 2,4  | 4,0      | 6,4  | 10,4 | 3,0 | Євгеній Гік                                     | 2004                 | [38][s]                           |
| 3,5  | 3,5      | 5,25 | 10   |     | Кауфман[en]                                     | 2011                 | [39][t][p][u]                     |
| 3.05 | 3.33     | 5.63 | 9.5  |     | AlphaZero                                       | 2020                 | [40]                              |

### Система Ларрі Кауфмана 2021 року
Ларрі Кауфман у 2021 році дає детальнішу систему, що ґрунтується на його досвіді роботи з шаховими рушіями, залежно від наявності чи відсутності ферзів. Він використовує терміни «мітельшпіль» (англ. middlegame) для позначення позицій, де обидва ферзі стоять на дошці, «поріг» (англ. threshold) для позицій, де є дисбаланс (один ферзь проти жодного, або два ферзі проти одного), і «ендшпіль» (англ. endgame) для позицій без ферзів. (Кауфман не вказав значення пунктів для ферзя у випадках мітельшпілю чи ендшпілю, оскільки в цих випадках обидві сторони мають однакову кількість ферзів і їхні значення взаємокомпенсуються)
| Фаза гри    |       |      |      |                     |            |            |       |              | Коментарі                                          |
| Фаза гри    | пішак | кінь | слон | бонус парного слона | перша тура | друга тура | ферзь | другий ферзь | Коментарі                                          |
| Мітельшпіль | 0,8   | 3,2  | 3,3  | +0,3                | 4,7        | 4,5        | –     | –            | (обидві сторони мають по ферзю)                    |
| Поріг       | 0,9   | 3,2  | 3,3  | +0,4                | 4,8        | 4,9        | 9,4   | 8,7          | (один ферзь проти нуля або два ферзі проти одного) |
| Ендшпіль    | 1,0   | 3,2  | 3,3  | +0,5                | 5,3        | 5,0        | –     | –            | (без ферзів)                                       |
Вертикаль пішака також важлива, тому що вона може змінитися лише шляхом побиття. За словами Кауфмана, різниця невелика в ендшпілі (коли ферзі відсутні), але в мітельшпілі (коли ферзі присутні) різниця є істотною:
| центральний пішак | слоновий пішак | коневий пішак | крайній пішак |
| 1                 | 0,95           | 0,85          | 0,7           |
Підсумок :
- непарний слон дещо сильніший за коня;
- кінь перевершує трьох середніх пішаків, навіть у ендшпілі (ситуації, як-от три «пропущені» пішаки, особливо якщо вони з’єднані, будуть винятками);
- з ферзями на дошці кінь вартує чотири пішаки (за коментарем Володимира Крамника для повної дошки);
- парні слони є перевагою (оскільки можна сховатися від одного слона, закріпивши короля та пішака на протилежному кольорі, але не від обох), і ця перевага збільшується в ендшпілі;
- додаткова тура корисна у випадку «порогу», але не інакше (оскільки дві тури, що борються проти ферзя, отримують користь від здатності захищати одна одну, але менші фігури проти тури потребують допомоги тури більше, ніж тура потребує допомоги іншої тури);
- другий ферзь має нижче значення пунктів, ніж зазвичай.

В ендшпілі:
- Т = С (непарний) + 2П, і Т > К + 2П (дещо); але якщо тура додається для обох сторін, ситуація стає на користь сторони з легкою фігурою
- 2К лише трохи кращі ніж Т + П в ендшпілі (трохи гірше, якщо немає інших фігур), але додавання тури з обох сторін дає коням велику перевагу
- 2С ≈ Т + 2П; додавання тури з обох сторін робить слонів сильнішими
- Т + 2С + П ≈ 2Т + К

У випадку «порогу» (ферзь проти інших фігур):
- Ф ≥ 2Т з усіма другорядними фігурами, що залишилися на дошці, але Ф + П = 2Т з жодною з них (оскільки ферзь отримує більше переваг від співпраці з малими фігурами, ніж тури)
- Ф > Т + К (чи непарний С) + П, навіть якщо додається ще одна пара тур
- Ф + легка фігура ≈ Т + 2С + П (трохи надаючи перевагу стороні тури)
- 3 легкі фігури > Ф, особливо якщо легкі фігури включають парних слонів. Різниця приблизно в пішака, якщо тури все ще на дошці (тому що в цьому випадку вони допомагають легким фігурам більше, ніж ферзь); з усіма турами, що залишилися на дошці, 2С + К > Ф + П (дещо).

У випадку мітельшпіля:
- С > К (дещо)
- К = 4П
- Обмін вартий того:
  - дещо менше 2-х пішаків, якщо це непарна тура проти коня, але менше, якщо тура є парною, і ще трохи менше, якщо легка фігура є непарним слоном
  - одного пішака парні тури проти парних слонів
- 2С + П = Т + К з додатковими турами на дошці
- 2К > Т + 2П, особливо з додатковою парою тур
- 2С = Т + 3П з додатковими турами на дошці

Вище викладене характерне приблизно для десяти пішаків на дошці (типова кількість); вартість тур зменшується, коли пішаки додаються, і зростає, коли пішаки видаляються.
Врешті-решт, Кауфман пропонує спрощену версію, яка уникає десяткових знаків: використовує традиційні значення П = 1, К = 3, С = 3+ і Т = 5 за відсутності ферзів на дошці, але використовує П = 1, К = 4, С = 4+, Т = 6, Ф = 11 якщо хоча б один гравець має ферзя. Суть полягає у тому, щоб показати, що дві легкі фігури відповідають турі та двом пішакам при ферзях на дошці, але лише турі й одному пішаку за відсутності ферзів.

### Система Ганса Берлінера
Чемпіон світу з гри у шахи за листуванням Ганс Берлінер дає наступні оцінки на основі досвіду та комп’ютерних експериментів:
| фігура | пішак | кінь | слон | тура | ферзь |
| value  | 1     | 3,2  | 3,33 | 5,1  | 8,8   |
Існують коригування залежно від горизонталі розташування пішаків та коригування для фігур залежно від того, наскільки відкритою чи закритою є позиція. Слони, тури та ферзі отримують до 10% більше вартості у відкритих і втрачають до 20% у закритих позиціях. Слони, тури та ферзі отримують до 10% більше у відкритих позиціях і втрачають до 20% у закритих позиціях. Коні отримують до 50% у закритих позиціях і втрачають до 30% у кутах і на краях дошки. Значення «хорошого» слона може бути принаймні на 10 відсотків вищим, ніж у «поганого» слона.
|   | a | b | c | d | e | f | g | h |   |
| 8 | b7 чорний пішак · a6 чорний пішак · e6 чорний пішак · f6 чорний пішак · h6 чорний пішак · b3 білий пішак · c3 білий пішак · f3 білий пішак · h3 білий пішак · b2 білий пішак · f2 білий пішак · h2 білий пішак | b7 чорний пішак · a6 чорний пішак · e6 чорний пішак · f6 чорний пішак · h6 чорний пішак · b3 білий пішак · c3 білий пішак · f3 білий пішак · h3 білий пішак · b2 білий пішак · f2 білий пішак · h2 білий пішак | b7 чорний пішак · a6 чорний пішак · e6 чорний пішак · f6 чорний пішак · h6 чорний пішак · b3 білий пішак · c3 білий пішак · f3 білий пішак · h3 білий пішак · b2 білий пішак · f2 білий пішак · h2 білий пішак | b7 чорний пішак · a6 чорний пішак · e6 чорний пішак · f6 чорний пішак · h6 чорний пішак · b3 білий пішак · c3 білий пішак · f3 білий пішак · h3 білий пішак · b2 білий пішак · f2 білий пішак · h2 білий пішак | b7 чорний пішак · a6 чорний пішак · e6 чорний пішак · f6 чорний пішак · h6 чорний пішак · b3 білий пішак · c3 білий пішак · f3 білий пішак · h3 білий пішак · b2 білий пішак · f2 білий пішак · h2 білий пішак | b7 чорний пішак · a6 чорний пішак · e6 чорний пішак · f6 чорний пішак · h6 чорний пішак · b3 білий пішак · c3 білий пішак · f3 білий пішак · h3 білий пішак · b2 білий пішак · f2 білий пішак · h2 білий пішак | b7 чорний пішак · a6 чорний пішак · e6 чорний пішак · f6 чорний пішак · h6 чорний пішак · b3 білий пішак · c3 білий пішак · f3 білий пішак · h3 білий пішак · b2 білий пішак · f2 білий пішак · h2 білий пішак | b7 чорний пішак · a6 чорний пішак · e6 чорний пішак · f6 чорний пішак · h6 чорний пішак · b3 білий пішак · c3 білий пішак · f3 білий пішак · h3 білий пішак · b2 білий пішак · f2 білий пішак · h2 білий пішак | 8 |
| 7 | b7 чорний пішак · a6 чорний пішак · e6 чорний пішак · f6 чорний пішак · h6 чорний пішак · b3 білий пішак · c3 білий пішак · f3 білий пішак · h3 білий пішак · b2 білий пішак · f2 білий пішак · h2 білий пішак | b7 чорний пішак · a6 чорний пішак · e6 чорний пішак · f6 чорний пішак · h6 чорний пішак · b3 білий пішак · c3 білий пішак · f3 білий пішак · h3 білий пішак · b2 білий пішак · f2 білий пішак · h2 білий пішак | b7 чорний пішак · a6 чорний пішак · e6 чорний пішак · f6 чорний пішак · h6 чорний пішак · b3 білий пішак · c3 білий пішак · f3 білий пішак · h3 білий пішак · b2 білий пішак · f2 білий пішак · h2 білий пішак | b7 чорний пішак · a6 чорний пішак · e6 чорний пішак · f6 чорний пішак · h6 чорний пішак · b3 білий пішак · c3 білий пішак · f3 білий пішак · h3 білий пішак · b2 білий пішак · f2 білий пішак · h2 білий пішак | b7 чорний пішак · a6 чорний пішак · e6 чорний пішак · f6 чорний пішак · h6 чорний пішак · b3 білий пішак · c3 білий пішак · f3 білий пішак · h3 білий пішак · b2 білий пішак · f2 білий пішак · h2 білий пішак | b7 чорний пішак · a6 чорний пішак · e6 чорний пішак · f6 чорний пішак · h6 чорний пішак · b3 білий пішак · c3 білий пішак · f3 білий пішак · h3 білий пішак · b2 білий пішак · f2 білий пішак · h2 білий пішак | b7 чорний пішак · a6 чорний пішак · e6 чорний пішак · f6 чорний пішак · h6 чорний пішак · b3 білий пішак · c3 білий пішак · f3 білий пішак · h3 білий пішак · b2 білий пішак · f2 білий пішак · h2 білий пішак | b7 чорний пішак · a6 чорний пішак · e6 чорний пішак · f6 чорний пішак · h6 чорний пішак · b3 білий пішак · c3 білий пішак · f3 білий пішак · h3 білий пішак · b2 білий пішак · f2 білий пішак · h2 білий пішак | 7 |
| 6 | b7 чорний пішак · a6 чорний пішак · e6 чорний пішак · f6 чорний пішак · h6 чорний пішак · b3 білий пішак · c3 білий пішак · f3 білий пішак · h3 білий пішак · b2 білий пішак · f2 білий пішак · h2 білий пішак | b7 чорний пішак · a6 чорний пішак · e6 чорний пішак · f6 чорний пішак · h6 чорний пішак · b3 білий пішак · c3 білий пішак · f3 білий пішак · h3 білий пішак · b2 білий пішак · f2 білий пішак · h2 білий пішак | b7 чорний пішак · a6 чорний пішак · e6 чорний пішак · f6 чорний пішак · h6 чорний пішак · b3 білий пішак · c3 білий пішак · f3 білий пішак · h3 білий пішак · b2 білий пішак · f2 білий пішак · h2 білий пішак | b7 чорний пішак · a6 чорний пішак · e6 чорний пішак · f6 чорний пішак · h6 чорний пішак · b3 білий пішак · c3 білий пішак · f3 білий пішак · h3 білий пішак · b2 білий пішак · f2 білий пішак · h2 білий пішак | b7 чорний пішак · a6 чорний пішак · e6 чорний пішак · f6 чорний пішак · h6 чорний пішак · b3 білий пішак · c3 білий пішак · f3 білий пішак · h3 білий пішак · b2 білий пішак · f2 білий пішак · h2 білий пішак | b7 чорний пішак · a6 чорний пішак · e6 чорний пішак · f6 чорний пішак · h6 чорний пішак · b3 білий пішак · c3 білий пішак · f3 білий пішак · h3 білий пішак · b2 білий пішак · f2 білий пішак · h2 білий пішак | b7 чорний пішак · a6 чорний пішак · e6 чорний пішак · f6 чорний пішак · h6 чорний пішак · b3 білий пішак · c3 білий пішак · f3 білий пішак · h3 білий пішак · b2 білий пішак · f2 білий пішак · h2 білий пішак | b7 чорний пішак · a6 чорний пішак · e6 чорний пішак · f6 чорний пішак · h6 чорний пішак · b3 білий пішак · c3 білий пішак · f3 білий пішак · h3 білий пішак · b2 білий пішак · f2 білий пішак · h2 білий пішак | 6 |
| 5 | b7 чорний пішак · a6 чорний пішак · e6 чорний пішак · f6 чорний пішак · h6 чорний пішак · b3 білий пішак · c3 білий пішак · f3 білий пішак · h3 білий пішак · b2 білий пішак · f2 білий пішак · h2 білий пішак | b7 чорний пішак · a6 чорний пішак · e6 чорний пішак · f6 чорний пішак · h6 чорний пішак · b3 білий пішак · c3 білий пішак · f3 білий пішак · h3 білий пішак · b2 білий пішак · f2 білий пішак · h2 білий пішак | b7 чорний пішак · a6 чорний пішак · e6 чорний пішак · f6 чорний пішак · h6 чорний пішак · b3 білий пішак · c3 білий пішак · f3 білий пішак · h3 білий пішак · b2 білий пішак · f2 білий пішак · h2 білий пішак | b7 чорний пішак · a6 чорний пішак · e6 чорний пішак · f6 чорний пішак · h6 чорний пішак · b3 білий пішак · c3 білий пішак · f3 білий пішак · h3 білий пішак · b2 білий пішак · f2 білий пішак · h2 білий пішак | b7 чорний пішак · a6 чорний пішак · e6 чорний пішак · f6 чорний пішак · h6 чорний пішак · b3 білий пішак · c3 білий пішак · f3 білий пішак · h3 білий пішак · b2 білий пішак · f2 білий пішак · h2 білий пішак | b7 чорний пішак · a6 чорний пішак · e6 чорний пішак · f6 чорний пішак · h6 чорний пішак · b3 білий пішак · c3 білий пішак · f3 білий пішак · h3 білий пішак · b2 білий пішак · f2 білий пішак · h2 білий пішак | b7 чорний пішак · a6 чорний пішак · e6 чорний пішак · f6 чорний пішак · h6 чорний пішак · b3 білий пішак · c3 білий пішак · f3 білий пішак · h3 білий пішак · b2 білий пішак · f2 білий пішак · h2 білий пішак | b7 чорний пішак · a6 чорний пішак · e6 чорний пішак · f6 чорний пішак · h6 чорний пішак · b3 білий пішак · c3 білий пішак · f3 білий пішак · h3 білий пішак · b2 білий пішак · f2 білий пішак · h2 білий пішак | 5 |
| 4 | b7 чорний пішак · a6 чорний пішак · e6 чорний пішак · f6 чорний пішак · h6 чорний пішак · b3 білий пішак · c3 білий пішак · f3 білий пішак · h3 білий пішак · b2 білий пішак · f2 білий пішак · h2 білий пішак | b7 чорний пішак · a6 чорний пішак · e6 чорний пішак · f6 чорний пішак · h6 чорний пішак · b3 білий пішак · c3 білий пішак · f3 білий пішак · h3 білий пішак · b2 білий пішак · f2 білий пішак · h2 білий пішак | b7 чорний пішак · a6 чорний пішак · e6 чорний пішак · f6 чорний пішак · h6 чорний пішак · b3 білий пішак · c3 білий пішак · f3 білий пішак · h3 білий пішак · b2 білий пішак · f2 білий пішак · h2 білий пішак | b7 чорний пішак · a6 чорний пішак · e6 чорний пішак · f6 чорний пішак · h6 чорний пішак · b3 білий пішак · c3 білий пішак · f3 білий пішак · h3 білий пішак · b2 білий пішак · f2 білий пішак · h2 білий пішак | b7 чорний пішак · a6 чорний пішак · e6 чорний пішак · f6 чорний пішак · h6 чорний пішак · b3 білий пішак · c3 білий пішак · f3 білий пішак · h3 білий пішак · b2 білий пішак · f2 білий пішак · h2 білий пішак | b7 чорний пішак · a6 чорний пішак · e6 чорний пішак · f6 чорний пішак · h6 чорний пішак · b3 білий пішак · c3 білий пішак · f3 білий пішак · h3 білий пішак · b2 білий пішак · f2 білий пішак · h2 білий пішак | b7 чорний пішак · a6 чорний пішак · e6 чорний пішак · f6 чорний пішак · h6 чорний пішак · b3 білий пішак · c3 білий пішак · f3 білий пішак · h3 білий пішак · b2 білий пішак · f2 білий пішак · h2 білий пішак | b7 чорний пішак · a6 чорний пішак · e6 чорний пішак · f6 чорний пішак · h6 чорний пішак · b3 білий пішак · c3 білий пішак · f3 білий пішак · h3 білий пішак · b2 білий пішак · f2 білий пішак · h2 білий пішак | 4 |
| 3 | b7 чорний пішак · a6 чорний пішак · e6 чорний пішак · f6 чорний пішак · h6 чорний пішак · b3 білий пішак · c3 білий пішак · f3 білий пішак · h3 білий пішак · b2 білий пішак · f2 білий пішак · h2 білий пішак | b7 чорний пішак · a6 чорний пішак · e6 чорний пішак · f6 чорний пішак · h6 чорний пішак · b3 білий пішак · c3 білий пішак · f3 білий пішак · h3 білий пішак · b2 білий пішак · f2 білий пішак · h2 білий пішак | b7 чорний пішак · a6 чорний пішак · e6 чорний пішак · f6 чорний пішак · h6 чорний пішак · b3 білий пішак · c3 білий пішак · f3 білий пішак · h3 білий пішак · b2 білий пішак · f2 білий пішак · h2 білий пішак | b7 чорний пішак · a6 чорний пішак · e6 чорний пішак · f6 чорний пішак · h6 чорний пішак · b3 білий пішак · c3 білий пішак · f3 білий пішак · h3 білий пішак · b2 білий пішак · f2 білий пішак · h2 білий пішак | b7 чорний пішак · a6 чорний пішак · e6 чорний пішак · f6 чорний пішак · h6 чорний пішак · b3 білий пішак · c3 білий пішак · f3 білий пішак · h3 білий пішак · b2 білий пішак · f2 білий пішак · h2 білий пішак | b7 чорний пішак · a6 чорний пішак · e6 чорний пішак · f6 чорний пішак · h6 чорний пішак · b3 білий пішак · c3 білий пішак · f3 білий пішак · h3 білий пішак · b2 білий пішак · f2 білий пішак · h2 білий пішак | b7 чорний пішак · a6 чорний пішак · e6 чорний пішак · f6 чорний пішак · h6 чорний пішак · b3 білий пішак · c3 білий пішак · f3 білий пішак · h3 білий пішак · b2 білий пішак · f2 білий пішак · h2 білий пішак | b7 чорний пішак · a6 чорний пішак · e6 чорний пішак · f6 чорний пішак · h6 чорний пішак · b3 білий пішак · c3 білий пішак · f3 білий пішак · h3 білий пішак · b2 білий пішак · f2 білий пішак · h2 білий пішак | 3 |
| 2 | b7 чорний пішак · a6 чорний пішак · e6 чорний пішак · f6 чорний пішак · h6 чорний пішак · b3 білий пішак · c3 білий пішак · f3 білий пішак · h3 білий пішак · b2 білий пішак · f2 білий пішак · h2 білий пішак | b7 чорний пішак · a6 чорний пішак · e6 чорний пішак · f6 чорний пішак · h6 чорний пішак · b3 білий пішак · c3 білий пішак · f3 білий пішак · h3 білий пішак · b2 білий пішак · f2 білий пішак · h2 білий пішак | b7 чорний пішак · a6 чорний пішак · e6 чорний пішак · f6 чорний пішак · h6 чорний пішак · b3 білий пішак · c3 білий пішак · f3 білий пішак · h3 білий пішак · b2 білий пішак · f2 білий пішак · h2 білий пішак | b7 чорний пішак · a6 чорний пішак · e6 чорний пішак · f6 чорний пішак · h6 чорний пішак · b3 білий пішак · c3 білий пішак · f3 білий пішак · h3 білий пішак · b2 білий пішак · f2 білий пішак · h2 білий пішак | b7 чорний пішак · a6 чорний пішак · e6 чорний пішак · f6 чорний пішак · h6 чорний пішак · b3 білий пішак · c3 білий пішак · f3 білий пішак · h3 білий пішак · b2 білий пішак · f2 білий пішак · h2 білий пішак | b7 чорний пішак · a6 чорний пішак · e6 чорний пішак · f6 чорний пішак · h6 чорний пішак · b3 білий пішак · c3 білий пішак · f3 білий пішак · h3 білий пішак · b2 білий пішак · f2 білий пішак · h2 білий пішак | b7 чорний пішак · a6 чорний пішак · e6 чорний пішак · f6 чорний пішак · h6 чорний пішак · b3 білий пішак · c3 білий пішак · f3 білий пішак · h3 білий пішак · b2 білий пішак · f2 білий пішак · h2 білий пішак | b7 чорний пішак · a6 чорний пішак · e6 чорний пішак · f6 чорний пішак · h6 чорний пішак · b3 білий пішак · c3 білий пішак · f3 білий пішак · h3 білий пішак · b2 білий пішак · f2 білий пішак · h2 білий пішак | 2 |
| 1 | b7 чорний пішак · a6 чорний пішак · e6 чорний пішак · f6 чорний пішак · h6 чорний пішак · b3 білий пішак · c3 білий пішак · f3 білий пішак · h3 білий пішак · b2 білий пішак · f2 білий пішак · h2 білий пішак | b7 чорний пішак · a6 чорний пішак · e6 чорний пішак · f6 чорний пішак · h6 чорний пішак · b3 білий пішак · c3 білий пішак · f3 білий пішак · h3 білий пішак · b2 білий пішак · f2 білий пішак · h2 білий пішак | b7 чорний пішак · a6 чорний пішак · e6 чорний пішак · f6 чорний пішак · h6 чорний пішак · b3 білий пішак · c3 білий пішак · f3 білий пішак · h3 білий пішак · b2 білий пішак · f2 білий пішак · h2 білий пішак | b7 чорний пішак · a6 чорний пішак · e6 чорний пішак · f6 чорний пішак · h6 чорний пішак · b3 білий пішак · c3 білий пішак · f3 білий пішак · h3 білий пішак · b2 білий пішак · f2 білий пішак · h2 білий пішак | b7 чорний пішак · a6 чорний пішак · e6 чорний пішак · f6 чорний пішак · h6 чорний пішак · b3 білий пішак · c3 білий пішак · f3 білий пішак · h3 білий пішак · b2 білий пішак · f2 білий пішак · h2 білий пішак | b7 чорний пішак · a6 чорний пішак · e6 чорний пішак · f6 чорний пішак · h6 чорний пішак · b3 білий пішак · c3 білий пішак · f3 білий пішак · h3 білий пішак · b2 білий пішак · f2 білий пішак · h2 білий пішак | b7 чорний пішак · a6 чорний пішак · e6 чорний пішак · f6 чорний пішак · h6 чорний пішак · b3 білий пішак · c3 білий пішак · f3 білий пішак · h3 білий пішак · b2 білий пішак · f2 білий пішак · h2 білий пішак | b7 чорний пішак · a6 чорний пішак · e6 чорний пішак · f6 чорний пішак · h6 чорний пішак · b3 білий пішак · c3 білий пішак · f3 білий пішак · h3 білий пішак · b2 білий пішак · f2 білий пішак · h2 білий пішак | 1 |
|   | a | b | c | d | e | f | g | h |   |

Є різні типи подвоєних пішаків; див. діаграму. Подвоєні пішаки білих на вертикалі b є найкращою ситуацією на діаграмі, оскільки просування пішаків і розмін може зробити їх неподвоєними та мобільними. Подвоєний пішак на вертикалі b вартує 0,75 пункта. Якби чорний пішак що на a6 стояв на c6, подвоєний пішак було б неможливо розвести, і він вартував би лише 0,5 пункта. Подвоєний пішак на f2 вартує приблизно 0,5 пункта. Другий білий пішак на лінії h вартує лише 0,33 пункта, а додаткові пішаки на лінії будуть варті лише 0,2 пункта.
| Горизонталь | Ізольований | Пов’язані | Прохідний | Прохідний & пов’язаний |
| ----------- | ----------- | --------- | --------- | ---------------------- |
| 4           | 1,05        | 1,15      | 1,30      | 1,55                   |
| 5           | 1,30        | 1,35      | 1,55      | 2.3                    |
| 6           | 2,1         | —         | —         | 3,5                    |
| Горизонталь | a & h вертикаль | b & g вертикаль | c & f вертикаль | d & e вертикаль |
| ----------- | --------------- | --------------- | --------------- | --------------- |
| 2           | 0,90            | 0,95            | 1,05            | 1,10            |
| 3           | 0,90            | 0,95            | 1,05            | 1,15            |
| 4           | 0,90            | 0,95            | 1,10            | 1,20            |
| 5           | 0,97            | 1,03            | 1,17            | 1,27            |
| 6           | 1,06            | 1,12            | 1,25            | 1,40            |

| Горизонталь | a & h вертикаль | b & g вертикаль | c & f вертикаль | d & e вертикаль |
| ----------- | --------------- | --------------- | --------------- | --------------- |
| 2           | 1,20            | 1,05            | 0,95            | 0,90            |
| 3           | 1,20            | 1,05            | 0,95            | 0,90            |
| 4           | 1,25            | 1,10            | 1,00            | 0,95            |
| 5           | 1,33            | 1,17            | 1,07            | 1,00            |
| 6           | 1,45            | 1,29            | 1,16            | 1,05            |

## Зміна оцінок в ендшпілі
Як уже зазначалося, коли вперше формулювалися стандартні значення, відносна сила фігур змінюватиметься в міру просування гри до ендшпілю. Пішаки набувають цінності, коли їхній шлях до просування стає вільним, і стратегія починає обертатися навколо захисту або збиття їх, перш ніж вони зможуть просунутися. Коні втрачають цінність, оскільки їхня унікальна мобільність стає перешкодою для перетину порожньої дошки. Тури та (меншою мірою) слони набувають цінності, оскільки їхні лінії руху та атаки менш обмежені. Ферзі трохи втрачають цінність, оскільки їхня висока мобільність стає менш пропорційно корисною, коли менше фігур для атаки та захисту. Наведено кілька прикладів.
- Ферзь проти двох тур
  - У мітельшпілі вони стають еквівалентими
  - В ендшпілі дві тури дещо сильніші. За відсутності інших фігур на дошці, дві тури дорівнюють ферзю та пішаку.
- Тура проти двох легких фігур
  - У дебюті та міттельшпілі тура та два пішаки слабші за двох слонів; рівні або трохи слабші за слона та коня; та рівні двом коням.
  - В ендшпілі тура та один пішак дорівнюють двом коням; і дорівнюють або трохи слабші за слона та коня. Тура та два пішаки дорівнюють двом слонам[45].
- Слони часто сильніші за тур у дебюті. Тури зазвичай сильніші за слонів у мітельшпілі і домінують над легкими фігурами в ендшпілі[46]
- Як показують таблиці системи Берлінера, значення пішаків різко змінюється в ендшпілі. У дебюті та мідтельшпілі пішаки на центральних вертикалях є ціннішими. У кінці мітельшпілю та в ендшпілі ситуація змінюється, і пішаки на флангах стають більш цінними через їхню ймовірність стати прохідним пішаком. Коли на обох сторонах є близько чотирнадцяти очок матеріалу, значення пішаків на будь-якій вертикалі приблизно однакове. Після цього пішаки на флангах стають ціннішими[47].

Сесіл Перді дає легким фігурам величину 3+1⁄2 пункти в дебюті і у середині гри але 3 пункти в ендшпілі.

## Недоліки систем оцінювання сили фігур
Недоліки присвоєння кожній фігурі єдиного статичного значення при оцінюванні.
- Дві легкі фігури плюс два пішаки іноді такі ж за оцінкою як і ферзь. Дві тури інколи кращі ніж ферзь і пішак[49].
- У багатьох системах різниця між турою та малою фігурою становить 2 очки, але більшість шахових теоретиків вважають цю різницю приблизно рівною 1+1⁄2 пунктів.
- У деяких відкритих позиціях тура плюс пара слонів сильніші, ніж дві тури плюс кінь[50].

### Приклад 1
|   | a | b | c | d | e | f | g | h |   |
| 8 | a8 чорна тура · d8 чорний ферзь · f8 чорна тура · g8 чорний король · b7 чорний слон · d7 чорний кінь · e7 чорний пішак · f7 чорний пішак · g7 чорний слон · h7 чорний пішак · a6 чорний пішак · f6 чорний кінь · g6 чорний пішак · b5 чорний пішак · c5 чорний пішак · e5 білий кінь · d4 білий пішак · b3 білий слон · c3 білий кінь · e3 білий пішак · a2 білий пішак · b2 білий пішак · e2 білий ферзь · f2 білий пішак · g2 білий пішак · h2 білий пішак · a1 біла тура · c1 білий слон · f1 біла тура · g1 білий король | a8 чорна тура · d8 чорний ферзь · f8 чорна тура · g8 чорний король · b7 чорний слон · d7 чорний кінь · e7 чорний пішак · f7 чорний пішак · g7 чорний слон · h7 чорний пішак · a6 чорний пішак · f6 чорний кінь · g6 чорний пішак · b5 чорний пішак · c5 чорний пішак · e5 білий кінь · d4 білий пішак · b3 білий слон · c3 білий кінь · e3 білий пішак · a2 білий пішак · b2 білий пішак · e2 білий ферзь · f2 білий пішак · g2 білий пішак · h2 білий пішак · a1 біла тура · c1 білий слон · f1 біла тура · g1 білий король | a8 чорна тура · d8 чорний ферзь · f8 чорна тура · g8 чорний король · b7 чорний слон · d7 чорний кінь · e7 чорний пішак · f7 чорний пішак · g7 чорний слон · h7 чорний пішак · a6 чорний пішак · f6 чорний кінь · g6 чорний пішак · b5 чорний пішак · c5 чорний пішак · e5 білий кінь · d4 білий пішак · b3 білий слон · c3 білий кінь · e3 білий пішак · a2 білий пішак · b2 білий пішак · e2 білий ферзь · f2 білий пішак · g2 білий пішак · h2 білий пішак · a1 біла тура · c1 білий слон · f1 біла тура · g1 білий король | a8 чорна тура · d8 чорний ферзь · f8 чорна тура · g8 чорний король · b7 чорний слон · d7 чорний кінь · e7 чорний пішак · f7 чорний пішак · g7 чорний слон · h7 чорний пішак · a6 чорний пішак · f6 чорний кінь · g6 чорний пішак · b5 чорний пішак · c5 чорний пішак · e5 білий кінь · d4 білий пішак · b3 білий слон · c3 білий кінь · e3 білий пішак · a2 білий пішак · b2 білий пішак · e2 білий ферзь · f2 білий пішак · g2 білий пішак · h2 білий пішак · a1 біла тура · c1 білий слон · f1 біла тура · g1 білий король | a8 чорна тура · d8 чорний ферзь · f8 чорна тура · g8 чорний король · b7 чорний слон · d7 чорний кінь · e7 чорний пішак · f7 чорний пішак · g7 чорний слон · h7 чорний пішак · a6 чорний пішак · f6 чорний кінь · g6 чорний пішак · b5 чорний пішак · c5 чорний пішак · e5 білий кінь · d4 білий пішак · b3 білий слон · c3 білий кінь · e3 білий пішак · a2 білий пішак · b2 білий пішак · e2 білий ферзь · f2 білий пішак · g2 білий пішак · h2 білий пішак · a1 біла тура · c1 білий слон · f1 біла тура · g1 білий король | a8 чорна тура · d8 чорний ферзь · f8 чорна тура · g8 чорний король · b7 чорний слон · d7 чорний кінь · e7 чорний пішак · f7 чорний пішак · g7 чорний слон · h7 чорний пішак · a6 чорний пішак · f6 чорний кінь · g6 чорний пішак · b5 чорний пішак · c5 чорний пішак · e5 білий кінь · d4 білий пішак · b3 білий слон · c3 білий кінь · e3 білий пішак · a2 білий пішак · b2 білий пішак · e2 білий ферзь · f2 білий пішак · g2 білий пішак · h2 білий пішак · a1 біла тура · c1 білий слон · f1 біла тура · g1 білий король | a8 чорна тура · d8 чорний ферзь · f8 чорна тура · g8 чорний король · b7 чорний слон · d7 чорний кінь · e7 чорний пішак · f7 чорний пішак · g7 чорний слон · h7 чорний пішак · a6 чорний пішак · f6 чорний кінь · g6 чорний пішак · b5 чорний пішак · c5 чорний пішак · e5 білий кінь · d4 білий пішак · b3 білий слон · c3 білий кінь · e3 білий пішак · a2 білий пішак · b2 білий пішак · e2 білий ферзь · f2 білий пішак · g2 білий пішак · h2 білий пішак · a1 біла тура · c1 білий слон · f1 біла тура · g1 білий король | a8 чорна тура · d8 чорний ферзь · f8 чорна тура · g8 чорний король · b7 чорний слон · d7 чорний кінь · e7 чорний пішак · f7 чорний пішак · g7 чорний слон · h7 чорний пішак · a6 чорний пішак · f6 чорний кінь · g6 чорний пішак · b5 чорний пішак · c5 чорний пішак · e5 білий кінь · d4 білий пішак · b3 білий слон · c3 білий кінь · e3 білий пішак · a2 білий пішак · b2 білий пішак · e2 білий ферзь · f2 білий пішак · g2 білий пішак · h2 білий пішак · a1 біла тура · c1 білий слон · f1 біла тура · g1 білий король | 8 |
| 7 | a8 чорна тура · d8 чорний ферзь · f8 чорна тура · g8 чорний король · b7 чорний слон · d7 чорний кінь · e7 чорний пішак · f7 чорний пішак · g7 чорний слон · h7 чорний пішак · a6 чорний пішак · f6 чорний кінь · g6 чорний пішак · b5 чорний пішак · c5 чорний пішак · e5 білий кінь · d4 білий пішак · b3 білий слон · c3 білий кінь · e3 білий пішак · a2 білий пішак · b2 білий пішак · e2 білий ферзь · f2 білий пішак · g2 білий пішак · h2 білий пішак · a1 біла тура · c1 білий слон · f1 біла тура · g1 білий король | a8 чорна тура · d8 чорний ферзь · f8 чорна тура · g8 чорний король · b7 чорний слон · d7 чорний кінь · e7 чорний пішак · f7 чорний пішак · g7 чорний слон · h7 чорний пішак · a6 чорний пішак · f6 чорний кінь · g6 чорний пішак · b5 чорний пішак · c5 чорний пішак · e5 білий кінь · d4 білий пішак · b3 білий слон · c3 білий кінь · e3 білий пішак · a2 білий пішак · b2 білий пішак · e2 білий ферзь · f2 білий пішак · g2 білий пішак · h2 білий пішак · a1 біла тура · c1 білий слон · f1 біла тура · g1 білий король | a8 чорна тура · d8 чорний ферзь · f8 чорна тура · g8 чорний король · b7 чорний слон · d7 чорний кінь · e7 чорний пішак · f7 чорний пішак · g7 чорний слон · h7 чорний пішак · a6 чорний пішак · f6 чорний кінь · g6 чорний пішак · b5 чорний пішак · c5 чорний пішак · e5 білий кінь · d4 білий пішак · b3 білий слон · c3 білий кінь · e3 білий пішак · a2 білий пішак · b2 білий пішак · e2 білий ферзь · f2 білий пішак · g2 білий пішак · h2 білий пішак · a1 біла тура · c1 білий слон · f1 біла тура · g1 білий король | a8 чорна тура · d8 чорний ферзь · f8 чорна тура · g8 чорний король · b7 чорний слон · d7 чорний кінь · e7 чорний пішак · f7 чорний пішак · g7 чорний слон · h7 чорний пішак · a6 чорний пішак · f6 чорний кінь · g6 чорний пішак · b5 чорний пішак · c5 чорний пішак · e5 білий кінь · d4 білий пішак · b3 білий слон · c3 білий кінь · e3 білий пішак · a2 білий пішак · b2 білий пішак · e2 білий ферзь · f2 білий пішак · g2 білий пішак · h2 білий пішак · a1 біла тура · c1 білий слон · f1 біла тура · g1 білий король | a8 чорна тура · d8 чорний ферзь · f8 чорна тура · g8 чорний король · b7 чорний слон · d7 чорний кінь · e7 чорний пішак · f7 чорний пішак · g7 чорний слон · h7 чорний пішак · a6 чорний пішак · f6 чорний кінь · g6 чорний пішак · b5 чорний пішак · c5 чорний пішак · e5 білий кінь · d4 білий пішак · b3 білий слон · c3 білий кінь · e3 білий пішак · a2 білий пішак · b2 білий пішак · e2 білий ферзь · f2 білий пішак · g2 білий пішак · h2 білий пішак · a1 біла тура · c1 білий слон · f1 біла тура · g1 білий король | a8 чорна тура · d8 чорний ферзь · f8 чорна тура · g8 чорний король · b7 чорний слон · d7 чорний кінь · e7 чорний пішак · f7 чорний пішак · g7 чорний слон · h7 чорний пішак · a6 чорний пішак · f6 чорний кінь · g6 чорний пішак · b5 чорний пішак · c5 чорний пішак · e5 білий кінь · d4 білий пішак · b3 білий слон · c3 білий кінь · e3 білий пішак · a2 білий пішак · b2 білий пішак · e2 білий ферзь · f2 білий пішак · g2 білий пішак · h2 білий пішак · a1 біла тура · c1 білий слон · f1 біла тура · g1 білий король | a8 чорна тура · d8 чорний ферзь · f8 чорна тура · g8 чорний король · b7 чорний слон · d7 чорний кінь · e7 чорний пішак · f7 чорний пішак · g7 чорний слон · h7 чорний пішак · a6 чорний пішак · f6 чорний кінь · g6 чорний пішак · b5 чорний пішак · c5 чорний пішак · e5 білий кінь · d4 білий пішак · b3 білий слон · c3 білий кінь · e3 білий пішак · a2 білий пішак · b2 білий пішак · e2 білий ферзь · f2 білий пішак · g2 білий пішак · h2 білий пішак · a1 біла тура · c1 білий слон · f1 біла тура · g1 білий король | a8 чорна тура · d8 чорний ферзь · f8 чорна тура · g8 чорний король · b7 чорний слон · d7 чорний кінь · e7 чорний пішак · f7 чорний пішак · g7 чорний слон · h7 чорний пішак · a6 чорний пішак · f6 чорний кінь · g6 чорний пішак · b5 чорний пішак · c5 чорний пішак · e5 білий кінь · d4 білий пішак · b3 білий слон · c3 білий кінь · e3 білий пішак · a2 білий пішак · b2 білий пішак · e2 білий ферзь · f2 білий пішак · g2 білий пішак · h2 білий пішак · a1 біла тура · c1 білий слон · f1 біла тура · g1 білий король | 7 |
| 6 | a8 чорна тура · d8 чорний ферзь · f8 чорна тура · g8 чорний король · b7 чорний слон · d7 чорний кінь · e7 чорний пішак · f7 чорний пішак · g7 чорний слон · h7 чорний пішак · a6 чорний пішак · f6 чорний кінь · g6 чорний пішак · b5 чорний пішак · c5 чорний пішак · e5 білий кінь · d4 білий пішак · b3 білий слон · c3 білий кінь · e3 білий пішак · a2 білий пішак · b2 білий пішак · e2 білий ферзь · f2 білий пішак · g2 білий пішак · h2 білий пішак · a1 біла тура · c1 білий слон · f1 біла тура · g1 білий король | a8 чорна тура · d8 чорний ферзь · f8 чорна тура · g8 чорний король · b7 чорний слон · d7 чорний кінь · e7 чорний пішак · f7 чорний пішак · g7 чорний слон · h7 чорний пішак · a6 чорний пішак · f6 чорний кінь · g6 чорний пішак · b5 чорний пішак · c5 чорний пішак · e5 білий кінь · d4 білий пішак · b3 білий слон · c3 білий кінь · e3 білий пішак · a2 білий пішак · b2 білий пішак · e2 білий ферзь · f2 білий пішак · g2 білий пішак · h2 білий пішак · a1 біла тура · c1 білий слон · f1 біла тура · g1 білий король | a8 чорна тура · d8 чорний ферзь · f8 чорна тура · g8 чорний король · b7 чорний слон · d7 чорний кінь · e7 чорний пішак · f7 чорний пішак · g7 чорний слон · h7 чорний пішак · a6 чорний пішак · f6 чорний кінь · g6 чорний пішак · b5 чорний пішак · c5 чорний пішак · e5 білий кінь · d4 білий пішак · b3 білий слон · c3 білий кінь · e3 білий пішак · a2 білий пішак · b2 білий пішак · e2 білий ферзь · f2 білий пішак · g2 білий пішак · h2 білий пішак · a1 біла тура · c1 білий слон · f1 біла тура · g1 білий король | a8 чорна тура · d8 чорний ферзь · f8 чорна тура · g8 чорний король · b7 чорний слон · d7 чорний кінь · e7 чорний пішак · f7 чорний пішак · g7 чорний слон · h7 чорний пішак · a6 чорний пішак · f6 чорний кінь · g6 чорний пішак · b5 чорний пішак · c5 чорний пішак · e5 білий кінь · d4 білий пішак · b3 білий слон · c3 білий кінь · e3 білий пішак · a2 білий пішак · b2 білий пішак · e2 білий ферзь · f2 білий пішак · g2 білий пішак · h2 білий пішак · a1 біла тура · c1 білий слон · f1 біла тура · g1 білий король | a8 чорна тура · d8 чорний ферзь · f8 чорна тура · g8 чорний король · b7 чорний слон · d7 чорний кінь · e7 чорний пішак · f7 чорний пішак · g7 чорний слон · h7 чорний пішак · a6 чорний пішак · f6 чорний кінь · g6 чорний пішак · b5 чорний пішак · c5 чорний пішак · e5 білий кінь · d4 білий пішак · b3 білий слон · c3 білий кінь · e3 білий пішак · a2 білий пішак · b2 білий пішак · e2 білий ферзь · f2 білий пішак · g2 білий пішак · h2 білий пішак · a1 біла тура · c1 білий слон · f1 біла тура · g1 білий король | a8 чорна тура · d8 чорний ферзь · f8 чорна тура · g8 чорний король · b7 чорний слон · d7 чорний кінь · e7 чорний пішак · f7 чорний пішак · g7 чорний слон · h7 чорний пішак · a6 чорний пішак · f6 чорний кінь · g6 чорний пішак · b5 чорний пішак · c5 чорний пішак · e5 білий кінь · d4 білий пішак · b3 білий слон · c3 білий кінь · e3 білий пішак · a2 білий пішак · b2 білий пішак · e2 білий ферзь · f2 білий пішак · g2 білий пішак · h2 білий пішак · a1 біла тура · c1 білий слон · f1 біла тура · g1 білий король | a8 чорна тура · d8 чорний ферзь · f8 чорна тура · g8 чорний король · b7 чорний слон · d7 чорний кінь · e7 чорний пішак · f7 чорний пішак · g7 чорний слон · h7 чорний пішак · a6 чорний пішак · f6 чорний кінь · g6 чорний пішак · b5 чорний пішак · c5 чорний пішак · e5 білий кінь · d4 білий пішак · b3 білий слон · c3 білий кінь · e3 білий пішак · a2 білий пішак · b2 білий пішак · e2 білий ферзь · f2 білий пішак · g2 білий пішак · h2 білий пішак · a1 біла тура · c1 білий слон · f1 біла тура · g1 білий король | a8 чорна тура · d8 чорний ферзь · f8 чорна тура · g8 чорний король · b7 чорний слон · d7 чорний кінь · e7 чорний пішак · f7 чорний пішак · g7 чорний слон · h7 чорний пішак · a6 чорний пішак · f6 чорний кінь · g6 чорний пішак · b5 чорний пішак · c5 чорний пішак · e5 білий кінь · d4 білий пішак · b3 білий слон · c3 білий кінь · e3 білий пішак · a2 білий пішак · b2 білий пішак · e2 білий ферзь · f2 білий пішак · g2 білий пішак · h2 білий пішак · a1 біла тура · c1 білий слон · f1 біла тура · g1 білий король | 6 |
| 5 | a8 чорна тура · d8 чорний ферзь · f8 чорна тура · g8 чорний король · b7 чорний слон · d7 чорний кінь · e7 чорний пішак · f7 чорний пішак · g7 чорний слон · h7 чорний пішак · a6 чорний пішак · f6 чорний кінь · g6 чорний пішак · b5 чорний пішак · c5 чорний пішак · e5 білий кінь · d4 білий пішак · b3 білий слон · c3 білий кінь · e3 білий пішак · a2 білий пішак · b2 білий пішак · e2 білий ферзь · f2 білий пішак · g2 білий пішак · h2 білий пішак · a1 біла тура · c1 білий слон · f1 біла тура · g1 білий король | a8 чорна тура · d8 чорний ферзь · f8 чорна тура · g8 чорний король · b7 чорний слон · d7 чорний кінь · e7 чорний пішак · f7 чорний пішак · g7 чорний слон · h7 чорний пішак · a6 чорний пішак · f6 чорний кінь · g6 чорний пішак · b5 чорний пішак · c5 чорний пішак · e5 білий кінь · d4 білий пішак · b3 білий слон · c3 білий кінь · e3 білий пішак · a2 білий пішак · b2 білий пішак · e2 білий ферзь · f2 білий пішак · g2 білий пішак · h2 білий пішак · a1 біла тура · c1 білий слон · f1 біла тура · g1 білий король | a8 чорна тура · d8 чорний ферзь · f8 чорна тура · g8 чорний король · b7 чорний слон · d7 чорний кінь · e7 чорний пішак · f7 чорний пішак · g7 чорний слон · h7 чорний пішак · a6 чорний пішак · f6 чорний кінь · g6 чорний пішак · b5 чорний пішак · c5 чорний пішак · e5 білий кінь · d4 білий пішак · b3 білий слон · c3 білий кінь · e3 білий пішак · a2 білий пішак · b2 білий пішак · e2 білий ферзь · f2 білий пішак · g2 білий пішак · h2 білий пішак · a1 біла тура · c1 білий слон · f1 біла тура · g1 білий король | a8 чорна тура · d8 чорний ферзь · f8 чорна тура · g8 чорний король · b7 чорний слон · d7 чорний кінь · e7 чорний пішак · f7 чорний пішак · g7 чорний слон · h7 чорний пішак · a6 чорний пішак · f6 чорний кінь · g6 чорний пішак · b5 чорний пішак · c5 чорний пішак · e5 білий кінь · d4 білий пішак · b3 білий слон · c3 білий кінь · e3 білий пішак · a2 білий пішак · b2 білий пішак · e2 білий ферзь · f2 білий пішак · g2 білий пішак · h2 білий пішак · a1 біла тура · c1 білий слон · f1 біла тура · g1 білий король | a8 чорна тура · d8 чорний ферзь · f8 чорна тура · g8 чорний король · b7 чорний слон · d7 чорний кінь · e7 чорний пішак · f7 чорний пішак · g7 чорний слон · h7 чорний пішак · a6 чорний пішак · f6 чорний кінь · g6 чорний пішак · b5 чорний пішак · c5 чорний пішак · e5 білий кінь · d4 білий пішак · b3 білий слон · c3 білий кінь · e3 білий пішак · a2 білий пішак · b2 білий пішак · e2 білий ферзь · f2 білий пішак · g2 білий пішак · h2 білий пішак · a1 біла тура · c1 білий слон · f1 біла тура · g1 білий король | a8 чорна тура · d8 чорний ферзь · f8 чорна тура · g8 чорний король · b7 чорний слон · d7 чорний кінь · e7 чорний пішак · f7 чорний пішак · g7 чорний слон · h7 чорний пішак · a6 чорний пішак · f6 чорний кінь · g6 чорний пішак · b5 чорний пішак · c5 чорний пішак · e5 білий кінь · d4 білий пішак · b3 білий слон · c3 білий кінь · e3 білий пішак · a2 білий пішак · b2 білий пішак · e2 білий ферзь · f2 білий пішак · g2 білий пішак · h2 білий пішак · a1 біла тура · c1 білий слон · f1 біла тура · g1 білий король | a8 чорна тура · d8 чорний ферзь · f8 чорна тура · g8 чорний король · b7 чорний слон · d7 чорний кінь · e7 чорний пішак · f7 чорний пішак · g7 чорний слон · h7 чорний пішак · a6 чорний пішак · f6 чорний кінь · g6 чорний пішак · b5 чорний пішак · c5 чорний пішак · e5 білий кінь · d4 білий пішак · b3 білий слон · c3 білий кінь · e3 білий пішак · a2 білий пішак · b2 білий пішак · e2 білий ферзь · f2 білий пішак · g2 білий пішак · h2 білий пішак · a1 біла тура · c1 білий слон · f1 біла тура · g1 білий король | a8 чорна тура · d8 чорний ферзь · f8 чорна тура · g8 чорний король · b7 чорний слон · d7 чорний кінь · e7 чорний пішак · f7 чорний пішак · g7 чорний слон · h7 чорний пішак · a6 чорний пішак · f6 чорний кінь · g6 чорний пішак · b5 чорний пішак · c5 чорний пішак · e5 білий кінь · d4 білий пішак · b3 білий слон · c3 білий кінь · e3 білий пішак · a2 білий пішак · b2 білий пішак · e2 білий ферзь · f2 білий пішак · g2 білий пішак · h2 білий пішак · a1 біла тура · c1 білий слон · f1 біла тура · g1 білий король | 5 |
| 4 | a8 чорна тура · d8 чорний ферзь · f8 чорна тура · g8 чорний король · b7 чорний слон · d7 чорний кінь · e7 чорний пішак · f7 чорний пішак · g7 чорний слон · h7 чорний пішак · a6 чорний пішак · f6 чорний кінь · g6 чорний пішак · b5 чорний пішак · c5 чорний пішак · e5 білий кінь · d4 білий пішак · b3 білий слон · c3 білий кінь · e3 білий пішак · a2 білий пішак · b2 білий пішак · e2 білий ферзь · f2 білий пішак · g2 білий пішак · h2 білий пішак · a1 біла тура · c1 білий слон · f1 біла тура · g1 білий король | a8 чорна тура · d8 чорний ферзь · f8 чорна тура · g8 чорний король · b7 чорний слон · d7 чорний кінь · e7 чорний пішак · f7 чорний пішак · g7 чорний слон · h7 чорний пішак · a6 чорний пішак · f6 чорний кінь · g6 чорний пішак · b5 чорний пішак · c5 чорний пішак · e5 білий кінь · d4 білий пішак · b3 білий слон · c3 білий кінь · e3 білий пішак · a2 білий пішак · b2 білий пішак · e2 білий ферзь · f2 білий пішак · g2 білий пішак · h2 білий пішак · a1 біла тура · c1 білий слон · f1 біла тура · g1 білий король | a8 чорна тура · d8 чорний ферзь · f8 чорна тура · g8 чорний король · b7 чорний слон · d7 чорний кінь · e7 чорний пішак · f7 чорний пішак · g7 чорний слон · h7 чорний пішак · a6 чорний пішак · f6 чорний кінь · g6 чорний пішак · b5 чорний пішак · c5 чорний пішак · e5 білий кінь · d4 білий пішак · b3 білий слон · c3 білий кінь · e3 білий пішак · a2 білий пішак · b2 білий пішак · e2 білий ферзь · f2 білий пішак · g2 білий пішак · h2 білий пішак · a1 біла тура · c1 білий слон · f1 біла тура · g1 білий король | a8 чорна тура · d8 чорний ферзь · f8 чорна тура · g8 чорний король · b7 чорний слон · d7 чорний кінь · e7 чорний пішак · f7 чорний пішак · g7 чорний слон · h7 чорний пішак · a6 чорний пішак · f6 чорний кінь · g6 чорний пішак · b5 чорний пішак · c5 чорний пішак · e5 білий кінь · d4 білий пішак · b3 білий слон · c3 білий кінь · e3 білий пішак · a2 білий пішак · b2 білий пішак · e2 білий ферзь · f2 білий пішак · g2 білий пішак · h2 білий пішак · a1 біла тура · c1 білий слон · f1 біла тура · g1 білий король | a8 чорна тура · d8 чорний ферзь · f8 чорна тура · g8 чорний король · b7 чорний слон · d7 чорний кінь · e7 чорний пішак · f7 чорний пішак · g7 чорний слон · h7 чорний пішак · a6 чорний пішак · f6 чорний кінь · g6 чорний пішак · b5 чорний пішак · c5 чорний пішак · e5 білий кінь · d4 білий пішак · b3 білий слон · c3 білий кінь · e3 білий пішак · a2 білий пішак · b2 білий пішак · e2 білий ферзь · f2 білий пішак · g2 білий пішак · h2 білий пішак · a1 біла тура · c1 білий слон · f1 біла тура · g1 білий король | a8 чорна тура · d8 чорний ферзь · f8 чорна тура · g8 чорний король · b7 чорний слон · d7 чорний кінь · e7 чорний пішак · f7 чорний пішак · g7 чорний слон · h7 чорний пішак · a6 чорний пішак · f6 чорний кінь · g6 чорний пішак · b5 чорний пішак · c5 чорний пішак · e5 білий кінь · d4 білий пішак · b3 білий слон · c3 білий кінь · e3 білий пішак · a2 білий пішак · b2 білий пішак · e2 білий ферзь · f2 білий пішак · g2 білий пішак · h2 білий пішак · a1 біла тура · c1 білий слон · f1 біла тура · g1 білий король | a8 чорна тура · d8 чорний ферзь · f8 чорна тура · g8 чорний король · b7 чорний слон · d7 чорний кінь · e7 чорний пішак · f7 чорний пішак · g7 чорний слон · h7 чорний пішак · a6 чорний пішак · f6 чорний кінь · g6 чорний пішак · b5 чорний пішак · c5 чорний пішак · e5 білий кінь · d4 білий пішак · b3 білий слон · c3 білий кінь · e3 білий пішак · a2 білий пішак · b2 білий пішак · e2 білий ферзь · f2 білий пішак · g2 білий пішак · h2 білий пішак · a1 біла тура · c1 білий слон · f1 біла тура · g1 білий король | a8 чорна тура · d8 чорний ферзь · f8 чорна тура · g8 чорний король · b7 чорний слон · d7 чорний кінь · e7 чорний пішак · f7 чорний пішак · g7 чорний слон · h7 чорний пішак · a6 чорний пішак · f6 чорний кінь · g6 чорний пішак · b5 чорний пішак · c5 чорний пішак · e5 білий кінь · d4 білий пішак · b3 білий слон · c3 білий кінь · e3 білий пішак · a2 білий пішак · b2 білий пішак · e2 білий ферзь · f2 білий пішак · g2 білий пішак · h2 білий пішак · a1 біла тура · c1 білий слон · f1 біла тура · g1 білий король | 4 |
| 3 | a8 чорна тура · d8 чорний ферзь · f8 чорна тура · g8 чорний король · b7 чорний слон · d7 чорний кінь · e7 чорний пішак · f7 чорний пішак · g7 чорний слон · h7 чорний пішак · a6 чорний пішак · f6 чорний кінь · g6 чорний пішак · b5 чорний пішак · c5 чорний пішак · e5 білий кінь · d4 білий пішак · b3 білий слон · c3 білий кінь · e3 білий пішак · a2 білий пішак · b2 білий пішак · e2 білий ферзь · f2 білий пішак · g2 білий пішак · h2 білий пішак · a1 біла тура · c1 білий слон · f1 біла тура · g1 білий король | a8 чорна тура · d8 чорний ферзь · f8 чорна тура · g8 чорний король · b7 чорний слон · d7 чорний кінь · e7 чорний пішак · f7 чорний пішак · g7 чорний слон · h7 чорний пішак · a6 чорний пішак · f6 чорний кінь · g6 чорний пішак · b5 чорний пішак · c5 чорний пішак · e5 білий кінь · d4 білий пішак · b3 білий слон · c3 білий кінь · e3 білий пішак · a2 білий пішак · b2 білий пішак · e2 білий ферзь · f2 білий пішак · g2 білий пішак · h2 білий пішак · a1 біла тура · c1 білий слон · f1 біла тура · g1 білий король | a8 чорна тура · d8 чорний ферзь · f8 чорна тура · g8 чорний король · b7 чорний слон · d7 чорний кінь · e7 чорний пішак · f7 чорний пішак · g7 чорний слон · h7 чорний пішак · a6 чорний пішак · f6 чорний кінь · g6 чорний пішак · b5 чорний пішак · c5 чорний пішак · e5 білий кінь · d4 білий пішак · b3 білий слон · c3 білий кінь · e3 білий пішак · a2 білий пішак · b2 білий пішак · e2 білий ферзь · f2 білий пішак · g2 білий пішак · h2 білий пішак · a1 біла тура · c1 білий слон · f1 біла тура · g1 білий король | a8 чорна тура · d8 чорний ферзь · f8 чорна тура · g8 чорний король · b7 чорний слон · d7 чорний кінь · e7 чорний пішак · f7 чорний пішак · g7 чорний слон · h7 чорний пішак · a6 чорний пішак · f6 чорний кінь · g6 чорний пішак · b5 чорний пішак · c5 чорний пішак · e5 білий кінь · d4 білий пішак · b3 білий слон · c3 білий кінь · e3 білий пішак · a2 білий пішак · b2 білий пішак · e2 білий ферзь · f2 білий пішак · g2 білий пішак · h2 білий пішак · a1 біла тура · c1 білий слон · f1 біла тура · g1 білий король | a8 чорна тура · d8 чорний ферзь · f8 чорна тура · g8 чорний король · b7 чорний слон · d7 чорний кінь · e7 чорний пішак · f7 чорний пішак · g7 чорний слон · h7 чорний пішак · a6 чорний пішак · f6 чорний кінь · g6 чорний пішак · b5 чорний пішак · c5 чорний пішак · e5 білий кінь · d4 білий пішак · b3 білий слон · c3 білий кінь · e3 білий пішак · a2 білий пішак · b2 білий пішак · e2 білий ферзь · f2 білий пішак · g2 білий пішак · h2 білий пішак · a1 біла тура · c1 білий слон · f1 біла тура · g1 білий король | a8 чорна тура · d8 чорний ферзь · f8 чорна тура · g8 чорний король · b7 чорний слон · d7 чорний кінь · e7 чорний пішак · f7 чорний пішак · g7 чорний слон · h7 чорний пішак · a6 чорний пішак · f6 чорний кінь · g6 чорний пішак · b5 чорний пішак · c5 чорний пішак · e5 білий кінь · d4 білий пішак · b3 білий слон · c3 білий кінь · e3 білий пішак · a2 білий пішак · b2 білий пішак · e2 білий ферзь · f2 білий пішак · g2 білий пішак · h2 білий пішак · a1 біла тура · c1 білий слон · f1 біла тура · g1 білий король | a8 чорна тура · d8 чорний ферзь · f8 чорна тура · g8 чорний король · b7 чорний слон · d7 чорний кінь · e7 чорний пішак · f7 чорний пішак · g7 чорний слон · h7 чорний пішак · a6 чорний пішак · f6 чорний кінь · g6 чорний пішак · b5 чорний пішак · c5 чорний пішак · e5 білий кінь · d4 білий пішак · b3 білий слон · c3 білий кінь · e3 білий пішак · a2 білий пішак · b2 білий пішак · e2 білий ферзь · f2 білий пішак · g2 білий пішак · h2 білий пішак · a1 біла тура · c1 білий слон · f1 біла тура · g1 білий король | a8 чорна тура · d8 чорний ферзь · f8 чорна тура · g8 чорний король · b7 чорний слон · d7 чорний кінь · e7 чорний пішак · f7 чорний пішак · g7 чорний слон · h7 чорний пішак · a6 чорний пішак · f6 чорний кінь · g6 чорний пішак · b5 чорний пішак · c5 чорний пішак · e5 білий кінь · d4 білий пішак · b3 білий слон · c3 білий кінь · e3 білий пішак · a2 білий пішак · b2 білий пішак · e2 білий ферзь · f2 білий пішак · g2 білий пішак · h2 білий пішак · a1 біла тура · c1 білий слон · f1 біла тура · g1 білий король | 3 |
| 2 | a8 чорна тура · d8 чорний ферзь · f8 чорна тура · g8 чорний король · b7 чорний слон · d7 чорний кінь · e7 чорний пішак · f7 чорний пішак · g7 чорний слон · h7 чорний пішак · a6 чорний пішак · f6 чорний кінь · g6 чорний пішак · b5 чорний пішак · c5 чорний пішак · e5 білий кінь · d4 білий пішак · b3 білий слон · c3 білий кінь · e3 білий пішак · a2 білий пішак · b2 білий пішак · e2 білий ферзь · f2 білий пішак · g2 білий пішак · h2 білий пішак · a1 біла тура · c1 білий слон · f1 біла тура · g1 білий король | a8 чорна тура · d8 чорний ферзь · f8 чорна тура · g8 чорний король · b7 чорний слон · d7 чорний кінь · e7 чорний пішак · f7 чорний пішак · g7 чорний слон · h7 чорний пішак · a6 чорний пішак · f6 чорний кінь · g6 чорний пішак · b5 чорний пішак · c5 чорний пішак · e5 білий кінь · d4 білий пішак · b3 білий слон · c3 білий кінь · e3 білий пішак · a2 білий пішак · b2 білий пішак · e2 білий ферзь · f2 білий пішак · g2 білий пішак · h2 білий пішак · a1 біла тура · c1 білий слон · f1 біла тура · g1 білий король | a8 чорна тура · d8 чорний ферзь · f8 чорна тура · g8 чорний король · b7 чорний слон · d7 чорний кінь · e7 чорний пішак · f7 чорний пішак · g7 чорний слон · h7 чорний пішак · a6 чорний пішак · f6 чорний кінь · g6 чорний пішак · b5 чорний пішак · c5 чорний пішак · e5 білий кінь · d4 білий пішак · b3 білий слон · c3 білий кінь · e3 білий пішак · a2 білий пішак · b2 білий пішак · e2 білий ферзь · f2 білий пішак · g2 білий пішак · h2 білий пішак · a1 біла тура · c1 білий слон · f1 біла тура · g1 білий король | a8 чорна тура · d8 чорний ферзь · f8 чорна тура · g8 чорний король · b7 чорний слон · d7 чорний кінь · e7 чорний пішак · f7 чорний пішак · g7 чорний слон · h7 чорний пішак · a6 чорний пішак · f6 чорний кінь · g6 чорний пішак · b5 чорний пішак · c5 чорний пішак · e5 білий кінь · d4 білий пішак · b3 білий слон · c3 білий кінь · e3 білий пішак · a2 білий пішак · b2 білий пішак · e2 білий ферзь · f2 білий пішак · g2 білий пішак · h2 білий пішак · a1 біла тура · c1 білий слон · f1 біла тура · g1 білий король | a8 чорна тура · d8 чорний ферзь · f8 чорна тура · g8 чорний король · b7 чорний слон · d7 чорний кінь · e7 чорний пішак · f7 чорний пішак · g7 чорний слон · h7 чорний пішак · a6 чорний пішак · f6 чорний кінь · g6 чорний пішак · b5 чорний пішак · c5 чорний пішак · e5 білий кінь · d4 білий пішак · b3 білий слон · c3 білий кінь · e3 білий пішак · a2 білий пішак · b2 білий пішак · e2 білий ферзь · f2 білий пішак · g2 білий пішак · h2 білий пішак · a1 біла тура · c1 білий слон · f1 біла тура · g1 білий король | a8 чорна тура · d8 чорний ферзь · f8 чорна тура · g8 чорний король · b7 чорний слон · d7 чорний кінь · e7 чорний пішак · f7 чорний пішак · g7 чорний слон · h7 чорний пішак · a6 чорний пішак · f6 чорний кінь · g6 чорний пішак · b5 чорний пішак · c5 чорний пішак · e5 білий кінь · d4 білий пішак · b3 білий слон · c3 білий кінь · e3 білий пішак · a2 білий пішак · b2 білий пішак · e2 білий ферзь · f2 білий пішак · g2 білий пішак · h2 білий пішак · a1 біла тура · c1 білий слон · f1 біла тура · g1 білий король | a8 чорна тура · d8 чорний ферзь · f8 чорна тура · g8 чорний король · b7 чорний слон · d7 чорний кінь · e7 чорний пішак · f7 чорний пішак · g7 чорний слон · h7 чорний пішак · a6 чорний пішак · f6 чорний кінь · g6 чорний пішак · b5 чорний пішак · c5 чорний пішак · e5 білий кінь · d4 білий пішак · b3 білий слон · c3 білий кінь · e3 білий пішак · a2 білий пішак · b2 білий пішак · e2 білий ферзь · f2 білий пішак · g2 білий пішак · h2 білий пішак · a1 біла тура · c1 білий слон · f1 біла тура · g1 білий король | a8 чорна тура · d8 чорний ферзь · f8 чорна тура · g8 чорний король · b7 чорний слон · d7 чорний кінь · e7 чорний пішак · f7 чорний пішак · g7 чорний слон · h7 чорний пішак · a6 чорний пішак · f6 чорний кінь · g6 чорний пішак · b5 чорний пішак · c5 чорний пішак · e5 білий кінь · d4 білий пішак · b3 білий слон · c3 білий кінь · e3 білий пішак · a2 білий пішак · b2 білий пішак · e2 білий ферзь · f2 білий пішак · g2 білий пішак · h2 білий пішак · a1 біла тура · c1 білий слон · f1 біла тура · g1 білий король | 2 |
| 1 | a8 чорна тура · d8 чорний ферзь · f8 чорна тура · g8 чорний король · b7 чорний слон · d7 чорний кінь · e7 чорний пішак · f7 чорний пішак · g7 чорний слон · h7 чорний пішак · a6 чорний пішак · f6 чорний кінь · g6 чорний пішак · b5 чорний пішак · c5 чорний пішак · e5 білий кінь · d4 білий пішак · b3 білий слон · c3 білий кінь · e3 білий пішак · a2 білий пішак · b2 білий пішак · e2 білий ферзь · f2 білий пішак · g2 білий пішак · h2 білий пішак · a1 біла тура · c1 білий слон · f1 біла тура · g1 білий король | a8 чорна тура · d8 чорний ферзь · f8 чорна тура · g8 чорний король · b7 чорний слон · d7 чорний кінь · e7 чорний пішак · f7 чорний пішак · g7 чорний слон · h7 чорний пішак · a6 чорний пішак · f6 чорний кінь · g6 чорний пішак · b5 чорний пішак · c5 чорний пішак · e5 білий кінь · d4 білий пішак · b3 білий слон · c3 білий кінь · e3 білий пішак · a2 білий пішак · b2 білий пішак · e2 білий ферзь · f2 білий пішак · g2 білий пішак · h2 білий пішак · a1 біла тура · c1 білий слон · f1 біла тура · g1 білий король | a8 чорна тура · d8 чорний ферзь · f8 чорна тура · g8 чорний король · b7 чорний слон · d7 чорний кінь · e7 чорний пішак · f7 чорний пішак · g7 чорний слон · h7 чорний пішак · a6 чорний пішак · f6 чорний кінь · g6 чорний пішак · b5 чорний пішак · c5 чорний пішак · e5 білий кінь · d4 білий пішак · b3 білий слон · c3 білий кінь · e3 білий пішак · a2 білий пішак · b2 білий пішак · e2 білий ферзь · f2 білий пішак · g2 білий пішак · h2 білий пішак · a1 біла тура · c1 білий слон · f1 біла тура · g1 білий король | a8 чорна тура · d8 чорний ферзь · f8 чорна тура · g8 чорний король · b7 чорний слон · d7 чорний кінь · e7 чорний пішак · f7 чорний пішак · g7 чорний слон · h7 чорний пішак · a6 чорний пішак · f6 чорний кінь · g6 чорний пішак · b5 чорний пішак · c5 чорний пішак · e5 білий кінь · d4 білий пішак · b3 білий слон · c3 білий кінь · e3 білий пішак · a2 білий пішак · b2 білий пішак · e2 білий ферзь · f2 білий пішак · g2 білий пішак · h2 білий пішак · a1 біла тура · c1 білий слон · f1 біла тура · g1 білий король | a8 чорна тура · d8 чорний ферзь · f8 чорна тура · g8 чорний король · b7 чорний слон · d7 чорний кінь · e7 чорний пішак · f7 чорний пішак · g7 чорний слон · h7 чорний пішак · a6 чорний пішак · f6 чорний кінь · g6 чорний пішак · b5 чорний пішак · c5 чорний пішак · e5 білий кінь · d4 білий пішак · b3 білий слон · c3 білий кінь · e3 білий пішак · a2 білий пішак · b2 білий пішак · e2 білий ферзь · f2 білий пішак · g2 білий пішак · h2 білий пішак · a1 біла тура · c1 білий слон · f1 біла тура · g1 білий король | a8 чорна тура · d8 чорний ферзь · f8 чорна тура · g8 чорний король · b7 чорний слон · d7 чорний кінь · e7 чорний пішак · f7 чорний пішак · g7 чорний слон · h7 чорний пішак · a6 чорний пішак · f6 чорний кінь · g6 чорний пішак · b5 чорний пішак · c5 чорний пішак · e5 білий кінь · d4 білий пішак · b3 білий слон · c3 білий кінь · e3 білий пішак · a2 білий пішак · b2 білий пішак · e2 білий ферзь · f2 білий пішак · g2 білий пішак · h2 білий пішак · a1 біла тура · c1 білий слон · f1 біла тура · g1 білий король | a8 чорна тура · d8 чорний ферзь · f8 чорна тура · g8 чорний король · b7 чорний слон · d7 чорний кінь · e7 чорний пішак · f7 чорний пішак · g7 чорний слон · h7 чорний пішак · a6 чорний пішак · f6 чорний кінь · g6 чорний пішак · b5 чорний пішак · c5 чорний пішак · e5 білий кінь · d4 білий пішак · b3 білий слон · c3 білий кінь · e3 білий пішак · a2 білий пішак · b2 білий пішак · e2 білий ферзь · f2 білий пішак · g2 білий пішак · h2 білий пішак · a1 біла тура · c1 білий слон · f1 біла тура · g1 білий король | a8 чорна тура · d8 чорний ферзь · f8 чорна тура · g8 чорний король · b7 чорний слон · d7 чорний кінь · e7 чорний пішак · f7 чорний пішак · g7 чорний слон · h7 чорний пішак · a6 чорний пішак · f6 чорний кінь · g6 чорний пішак · b5 чорний пішак · c5 чорний пішак · e5 білий кінь · d4 білий пішак · b3 білий слон · c3 білий кінь · e3 білий пішак · a2 білий пішак · b2 білий пішак · e2 білий ферзь · f2 білий пішак · g2 білий пішак · h2 білий пішак · a1 біла тура · c1 білий слон · f1 біла тура · g1 білий король | 1 |
|   | a | b | c | d | e | f | g | h |   |

Позиції, в яких слона та коня можна обміняти на туру та пішака, досить поширені (див. схему). У цій позиції білі не повинні цього робити, наприклад:
1. Кxf7 Тxf7
2. Сxf7+ Крxf7
Це виглядає як рівноцінний обмін (6 пунктів за 6 пунктів), але це не так, оскільки дві легкі фігури кращі за туру та пішака в мітельшпілі
У більшості дебютів дві легкі фігури кращі за туру та пішака і зазвичай щонайменше такі ж за силою, як тура та два пішаки, поки позиція не спроститься значно (тобто пізній мітельшпіль чи ендшпіль). Легкі фігури вступають у гру раніше за тур, і вони краще координуються, особливо коли на дошці багато фігур та пішаків. З іншого боку, тури зазвичай блокуються пішаками до пізнішої частини гри. Пахман також зазначає, що парні слони майже завжди кращі за туру та пішака.

### Приклад 2
|   | a | b | c | d | e | f | g | h |   |
| 8 | a8 чорна тура · b8 чорний кінь · d8 чорний ферзь · f8 чорна тура · c7 чорний пішак · e7 чорний пішак · f7 чорний пішак · g7 чорний король · h7 чорний пішак · a6 чорний пішак · g6 чорний пішак · b5 чорний пішак · d4 білий пішак · b3 білий пішак · c3 білий кінь · f3 білий кінь · b2 білий пішак · f2 білий пішак · g2 білий пішак · h2 білий пішак · a1 біла тура · c1 білий слон · e1 білий король · f1 білий слон · h1 біла тура | a8 чорна тура · b8 чорний кінь · d8 чорний ферзь · f8 чорна тура · c7 чорний пішак · e7 чорний пішак · f7 чорний пішак · g7 чорний король · h7 чорний пішак · a6 чорний пішак · g6 чорний пішак · b5 чорний пішак · d4 білий пішак · b3 білий пішак · c3 білий кінь · f3 білий кінь · b2 білий пішак · f2 білий пішак · g2 білий пішак · h2 білий пішак · a1 біла тура · c1 білий слон · e1 білий король · f1 білий слон · h1 біла тура | a8 чорна тура · b8 чорний кінь · d8 чорний ферзь · f8 чорна тура · c7 чорний пішак · e7 чорний пішак · f7 чорний пішак · g7 чорний король · h7 чорний пішак · a6 чорний пішак · g6 чорний пішак · b5 чорний пішак · d4 білий пішак · b3 білий пішак · c3 білий кінь · f3 білий кінь · b2 білий пішак · f2 білий пішак · g2 білий пішак · h2 білий пішак · a1 біла тура · c1 білий слон · e1 білий король · f1 білий слон · h1 біла тура | a8 чорна тура · b8 чорний кінь · d8 чорний ферзь · f8 чорна тура · c7 чорний пішак · e7 чорний пішак · f7 чорний пішак · g7 чорний король · h7 чорний пішак · a6 чорний пішак · g6 чорний пішак · b5 чорний пішак · d4 білий пішак · b3 білий пішак · c3 білий кінь · f3 білий кінь · b2 білий пішак · f2 білий пішак · g2 білий пішак · h2 білий пішак · a1 біла тура · c1 білий слон · e1 білий король · f1 білий слон · h1 біла тура | a8 чорна тура · b8 чорний кінь · d8 чорний ферзь · f8 чорна тура · c7 чорний пішак · e7 чорний пішак · f7 чорний пішак · g7 чорний король · h7 чорний пішак · a6 чорний пішак · g6 чорний пішак · b5 чорний пішак · d4 білий пішак · b3 білий пішак · c3 білий кінь · f3 білий кінь · b2 білий пішак · f2 білий пішак · g2 білий пішак · h2 білий пішак · a1 біла тура · c1 білий слон · e1 білий король · f1 білий слон · h1 біла тура | a8 чорна тура · b8 чорний кінь · d8 чорний ферзь · f8 чорна тура · c7 чорний пішак · e7 чорний пішак · f7 чорний пішак · g7 чорний король · h7 чорний пішак · a6 чорний пішак · g6 чорний пішак · b5 чорний пішак · d4 білий пішак · b3 білий пішак · c3 білий кінь · f3 білий кінь · b2 білий пішак · f2 білий пішак · g2 білий пішак · h2 білий пішак · a1 біла тура · c1 білий слон · e1 білий король · f1 білий слон · h1 біла тура | a8 чорна тура · b8 чорний кінь · d8 чорний ферзь · f8 чорна тура · c7 чорний пішак · e7 чорний пішак · f7 чорний пішак · g7 чорний король · h7 чорний пішак · a6 чорний пішак · g6 чорний пішак · b5 чорний пішак · d4 білий пішак · b3 білий пішак · c3 білий кінь · f3 білий кінь · b2 білий пішак · f2 білий пішак · g2 білий пішак · h2 білий пішак · a1 біла тура · c1 білий слон · e1 білий король · f1 білий слон · h1 біла тура | a8 чорна тура · b8 чорний кінь · d8 чорний ферзь · f8 чорна тура · c7 чорний пішак · e7 чорний пішак · f7 чорний пішак · g7 чорний король · h7 чорний пішак · a6 чорний пішак · g6 чорний пішак · b5 чорний пішак · d4 білий пішак · b3 білий пішак · c3 білий кінь · f3 білий кінь · b2 білий пішак · f2 білий пішак · g2 білий пішак · h2 білий пішак · a1 біла тура · c1 білий слон · e1 білий король · f1 білий слон · h1 біла тура | 8 |
| 7 | a8 чорна тура · b8 чорний кінь · d8 чорний ферзь · f8 чорна тура · c7 чорний пішак · e7 чорний пішак · f7 чорний пішак · g7 чорний король · h7 чорний пішак · a6 чорний пішак · g6 чорний пішак · b5 чорний пішак · d4 білий пішак · b3 білий пішак · c3 білий кінь · f3 білий кінь · b2 білий пішак · f2 білий пішак · g2 білий пішак · h2 білий пішак · a1 біла тура · c1 білий слон · e1 білий король · f1 білий слон · h1 біла тура | a8 чорна тура · b8 чорний кінь · d8 чорний ферзь · f8 чорна тура · c7 чорний пішак · e7 чорний пішак · f7 чорний пішак · g7 чорний король · h7 чорний пішак · a6 чорний пішак · g6 чорний пішак · b5 чорний пішак · d4 білий пішак · b3 білий пішак · c3 білий кінь · f3 білий кінь · b2 білий пішак · f2 білий пішак · g2 білий пішак · h2 білий пішак · a1 біла тура · c1 білий слон · e1 білий король · f1 білий слон · h1 біла тура | a8 чорна тура · b8 чорний кінь · d8 чорний ферзь · f8 чорна тура · c7 чорний пішак · e7 чорний пішак · f7 чорний пішак · g7 чорний король · h7 чорний пішак · a6 чорний пішак · g6 чорний пішак · b5 чорний пішак · d4 білий пішак · b3 білий пішак · c3 білий кінь · f3 білий кінь · b2 білий пішак · f2 білий пішак · g2 білий пішак · h2 білий пішак · a1 біла тура · c1 білий слон · e1 білий король · f1 білий слон · h1 біла тура | a8 чорна тура · b8 чорний кінь · d8 чорний ферзь · f8 чорна тура · c7 чорний пішак · e7 чорний пішак · f7 чорний пішак · g7 чорний король · h7 чорний пішак · a6 чорний пішак · g6 чорний пішак · b5 чорний пішак · d4 білий пішак · b3 білий пішак · c3 білий кінь · f3 білий кінь · b2 білий пішак · f2 білий пішак · g2 білий пішак · h2 білий пішак · a1 біла тура · c1 білий слон · e1 білий король · f1 білий слон · h1 біла тура | a8 чорна тура · b8 чорний кінь · d8 чорний ферзь · f8 чорна тура · c7 чорний пішак · e7 чорний пішак · f7 чорний пішак · g7 чорний король · h7 чорний пішак · a6 чорний пішак · g6 чорний пішак · b5 чорний пішак · d4 білий пішак · b3 білий пішак · c3 білий кінь · f3 білий кінь · b2 білий пішак · f2 білий пішак · g2 білий пішак · h2 білий пішак · a1 біла тура · c1 білий слон · e1 білий король · f1 білий слон · h1 біла тура | a8 чорна тура · b8 чорний кінь · d8 чорний ферзь · f8 чорна тура · c7 чорний пішак · e7 чорний пішак · f7 чорний пішак · g7 чорний король · h7 чорний пішак · a6 чорний пішак · g6 чорний пішак · b5 чорний пішак · d4 білий пішак · b3 білий пішак · c3 білий кінь · f3 білий кінь · b2 білий пішак · f2 білий пішак · g2 білий пішак · h2 білий пішак · a1 біла тура · c1 білий слон · e1 білий король · f1 білий слон · h1 біла тура | a8 чорна тура · b8 чорний кінь · d8 чорний ферзь · f8 чорна тура · c7 чорний пішак · e7 чорний пішак · f7 чорний пішак · g7 чорний король · h7 чорний пішак · a6 чорний пішак · g6 чорний пішак · b5 чорний пішак · d4 білий пішак · b3 білий пішак · c3 білий кінь · f3 білий кінь · b2 білий пішак · f2 білий пішак · g2 білий пішак · h2 білий пішак · a1 біла тура · c1 білий слон · e1 білий король · f1 білий слон · h1 біла тура | a8 чорна тура · b8 чорний кінь · d8 чорний ферзь · f8 чорна тура · c7 чорний пішак · e7 чорний пішак · f7 чорний пішак · g7 чорний король · h7 чорний пішак · a6 чорний пішак · g6 чорний пішак · b5 чорний пішак · d4 білий пішак · b3 білий пішак · c3 білий кінь · f3 білий кінь · b2 білий пішак · f2 білий пішак · g2 білий пішак · h2 білий пішак · a1 біла тура · c1 білий слон · e1 білий король · f1 білий слон · h1 біла тура | 7 |
| 6 | a8 чорна тура · b8 чорний кінь · d8 чорний ферзь · f8 чорна тура · c7 чорний пішак · e7 чорний пішак · f7 чорний пішак · g7 чорний король · h7 чорний пішак · a6 чорний пішак · g6 чорний пішак · b5 чорний пішак · d4 білий пішак · b3 білий пішак · c3 білий кінь · f3 білий кінь · b2 білий пішак · f2 білий пішак · g2 білий пішак · h2 білий пішак · a1 біла тура · c1 білий слон · e1 білий король · f1 білий слон · h1 біла тура | a8 чорна тура · b8 чорний кінь · d8 чорний ферзь · f8 чорна тура · c7 чорний пішак · e7 чорний пішак · f7 чорний пішак · g7 чорний король · h7 чорний пішак · a6 чорний пішак · g6 чорний пішак · b5 чорний пішак · d4 білий пішак · b3 білий пішак · c3 білий кінь · f3 білий кінь · b2 білий пішак · f2 білий пішак · g2 білий пішак · h2 білий пішак · a1 біла тура · c1 білий слон · e1 білий король · f1 білий слон · h1 біла тура | a8 чорна тура · b8 чорний кінь · d8 чорний ферзь · f8 чорна тура · c7 чорний пішак · e7 чорний пішак · f7 чорний пішак · g7 чорний король · h7 чорний пішак · a6 чорний пішак · g6 чорний пішак · b5 чорний пішак · d4 білий пішак · b3 білий пішак · c3 білий кінь · f3 білий кінь · b2 білий пішак · f2 білий пішак · g2 білий пішак · h2 білий пішак · a1 біла тура · c1 білий слон · e1 білий король · f1 білий слон · h1 біла тура | a8 чорна тура · b8 чорний кінь · d8 чорний ферзь · f8 чорна тура · c7 чорний пішак · e7 чорний пішак · f7 чорний пішак · g7 чорний король · h7 чорний пішак · a6 чорний пішак · g6 чорний пішак · b5 чорний пішак · d4 білий пішак · b3 білий пішак · c3 білий кінь · f3 білий кінь · b2 білий пішак · f2 білий пішак · g2 білий пішак · h2 білий пішак · a1 біла тура · c1 білий слон · e1 білий король · f1 білий слон · h1 біла тура | a8 чорна тура · b8 чорний кінь · d8 чорний ферзь · f8 чорна тура · c7 чорний пішак · e7 чорний пішак · f7 чорний пішак · g7 чорний король · h7 чорний пішак · a6 чорний пішак · g6 чорний пішак · b5 чорний пішак · d4 білий пішак · b3 білий пішак · c3 білий кінь · f3 білий кінь · b2 білий пішак · f2 білий пішак · g2 білий пішак · h2 білий пішак · a1 біла тура · c1 білий слон · e1 білий король · f1 білий слон · h1 біла тура | a8 чорна тура · b8 чорний кінь · d8 чорний ферзь · f8 чорна тура · c7 чорний пішак · e7 чорний пішак · f7 чорний пішак · g7 чорний король · h7 чорний пішак · a6 чорний пішак · g6 чорний пішак · b5 чорний пішак · d4 білий пішак · b3 білий пішак · c3 білий кінь · f3 білий кінь · b2 білий пішак · f2 білий пішак · g2 білий пішак · h2 білий пішак · a1 біла тура · c1 білий слон · e1 білий король · f1 білий слон · h1 біла тура | a8 чорна тура · b8 чорний кінь · d8 чорний ферзь · f8 чорна тура · c7 чорний пішак · e7 чорний пішак · f7 чорний пішак · g7 чорний король · h7 чорний пішак · a6 чорний пішак · g6 чорний пішак · b5 чорний пішак · d4 білий пішак · b3 білий пішак · c3 білий кінь · f3 білий кінь · b2 білий пішак · f2 білий пішак · g2 білий пішак · h2 білий пішак · a1 біла тура · c1 білий слон · e1 білий король · f1 білий слон · h1 біла тура | a8 чорна тура · b8 чорний кінь · d8 чорний ферзь · f8 чорна тура · c7 чорний пішак · e7 чорний пішак · f7 чорний пішак · g7 чорний король · h7 чорний пішак · a6 чорний пішак · g6 чорний пішак · b5 чорний пішак · d4 білий пішак · b3 білий пішак · c3 білий кінь · f3 білий кінь · b2 білий пішак · f2 білий пішак · g2 білий пішак · h2 білий пішак · a1 біла тура · c1 білий слон · e1 білий король · f1 білий слон · h1 біла тура | 6 |
| 5 | a8 чорна тура · b8 чорний кінь · d8 чорний ферзь · f8 чорна тура · c7 чорний пішак · e7 чорний пішак · f7 чорний пішак · g7 чорний король · h7 чорний пішак · a6 чорний пішак · g6 чорний пішак · b5 чорний пішак · d4 білий пішак · b3 білий пішак · c3 білий кінь · f3 білий кінь · b2 білий пішак · f2 білий пішак · g2 білий пішак · h2 білий пішак · a1 біла тура · c1 білий слон · e1 білий король · f1 білий слон · h1 біла тура | a8 чорна тура · b8 чорний кінь · d8 чорний ферзь · f8 чорна тура · c7 чорний пішак · e7 чорний пішак · f7 чорний пішак · g7 чорний король · h7 чорний пішак · a6 чорний пішак · g6 чорний пішак · b5 чорний пішак · d4 білий пішак · b3 білий пішак · c3 білий кінь · f3 білий кінь · b2 білий пішак · f2 білий пішак · g2 білий пішак · h2 білий пішак · a1 біла тура · c1 білий слон · e1 білий король · f1 білий слон · h1 біла тура | a8 чорна тура · b8 чорний кінь · d8 чорний ферзь · f8 чорна тура · c7 чорний пішак · e7 чорний пішак · f7 чорний пішак · g7 чорний король · h7 чорний пішак · a6 чорний пішак · g6 чорний пішак · b5 чорний пішак · d4 білий пішак · b3 білий пішак · c3 білий кінь · f3 білий кінь · b2 білий пішак · f2 білий пішак · g2 білий пішак · h2 білий пішак · a1 біла тура · c1 білий слон · e1 білий король · f1 білий слон · h1 біла тура | a8 чорна тура · b8 чорний кінь · d8 чорний ферзь · f8 чорна тура · c7 чорний пішак · e7 чорний пішак · f7 чорний пішак · g7 чорний король · h7 чорний пішак · a6 чорний пішак · g6 чорний пішак · b5 чорний пішак · d4 білий пішак · b3 білий пішак · c3 білий кінь · f3 білий кінь · b2 білий пішак · f2 білий пішак · g2 білий пішак · h2 білий пішак · a1 біла тура · c1 білий слон · e1 білий король · f1 білий слон · h1 біла тура | a8 чорна тура · b8 чорний кінь · d8 чорний ферзь · f8 чорна тура · c7 чорний пішак · e7 чорний пішак · f7 чорний пішак · g7 чорний король · h7 чорний пішак · a6 чорний пішак · g6 чорний пішак · b5 чорний пішак · d4 білий пішак · b3 білий пішак · c3 білий кінь · f3 білий кінь · b2 білий пішак · f2 білий пішак · g2 білий пішак · h2 білий пішак · a1 біла тура · c1 білий слон · e1 білий король · f1 білий слон · h1 біла тура | a8 чорна тура · b8 чорний кінь · d8 чорний ферзь · f8 чорна тура · c7 чорний пішак · e7 чорний пішак · f7 чорний пішак · g7 чорний король · h7 чорний пішак · a6 чорний пішак · g6 чорний пішак · b5 чорний пішак · d4 білий пішак · b3 білий пішак · c3 білий кінь · f3 білий кінь · b2 білий пішак · f2 білий пішак · g2 білий пішак · h2 білий пішак · a1 біла тура · c1 білий слон · e1 білий король · f1 білий слон · h1 біла тура | a8 чорна тура · b8 чорний кінь · d8 чорний ферзь · f8 чорна тура · c7 чорний пішак · e7 чорний пішак · f7 чорний пішак · g7 чорний король · h7 чорний пішак · a6 чорний пішак · g6 чорний пішак · b5 чорний пішак · d4 білий пішак · b3 білий пішак · c3 білий кінь · f3 білий кінь · b2 білий пішак · f2 білий пішак · g2 білий пішак · h2 білий пішак · a1 біла тура · c1 білий слон · e1 білий король · f1 білий слон · h1 біла тура | a8 чорна тура · b8 чорний кінь · d8 чорний ферзь · f8 чорна тура · c7 чорний пішак · e7 чорний пішак · f7 чорний пішак · g7 чорний король · h7 чорний пішак · a6 чорний пішак · g6 чорний пішак · b5 чорний пішак · d4 білий пішак · b3 білий пішак · c3 білий кінь · f3 білий кінь · b2 білий пішак · f2 білий пішак · g2 білий пішак · h2 білий пішак · a1 біла тура · c1 білий слон · e1 білий король · f1 білий слон · h1 біла тура | 5 |
| 4 | a8 чорна тура · b8 чорний кінь · d8 чорний ферзь · f8 чорна тура · c7 чорний пішак · e7 чорний пішак · f7 чорний пішак · g7 чорний король · h7 чорний пішак · a6 чорний пішак · g6 чорний пішак · b5 чорний пішак · d4 білий пішак · b3 білий пішак · c3 білий кінь · f3 білий кінь · b2 білий пішак · f2 білий пішак · g2 білий пішак · h2 білий пішак · a1 біла тура · c1 білий слон · e1 білий король · f1 білий слон · h1 біла тура | a8 чорна тура · b8 чорний кінь · d8 чорний ферзь · f8 чорна тура · c7 чорний пішак · e7 чорний пішак · f7 чорний пішак · g7 чорний король · h7 чорний пішак · a6 чорний пішак · g6 чорний пішак · b5 чорний пішак · d4 білий пішак · b3 білий пішак · c3 білий кінь · f3 білий кінь · b2 білий пішак · f2 білий пішак · g2 білий пішак · h2 білий пішак · a1 біла тура · c1 білий слон · e1 білий король · f1 білий слон · h1 біла тура | a8 чорна тура · b8 чорний кінь · d8 чорний ферзь · f8 чорна тура · c7 чорний пішак · e7 чорний пішак · f7 чорний пішак · g7 чорний король · h7 чорний пішак · a6 чорний пішак · g6 чорний пішак · b5 чорний пішак · d4 білий пішак · b3 білий пішак · c3 білий кінь · f3 білий кінь · b2 білий пішак · f2 білий пішак · g2 білий пішак · h2 білий пішак · a1 біла тура · c1 білий слон · e1 білий король · f1 білий слон · h1 біла тура | a8 чорна тура · b8 чорний кінь · d8 чорний ферзь · f8 чорна тура · c7 чорний пішак · e7 чорний пішак · f7 чорний пішак · g7 чорний король · h7 чорний пішак · a6 чорний пішак · g6 чорний пішак · b5 чорний пішак · d4 білий пішак · b3 білий пішак · c3 білий кінь · f3 білий кінь · b2 білий пішак · f2 білий пішак · g2 білий пішак · h2 білий пішак · a1 біла тура · c1 білий слон · e1 білий король · f1 білий слон · h1 біла тура | a8 чорна тура · b8 чорний кінь · d8 чорний ферзь · f8 чорна тура · c7 чорний пішак · e7 чорний пішак · f7 чорний пішак · g7 чорний король · h7 чорний пішак · a6 чорний пішак · g6 чорний пішак · b5 чорний пішак · d4 білий пішак · b3 білий пішак · c3 білий кінь · f3 білий кінь · b2 білий пішак · f2 білий пішак · g2 білий пішак · h2 білий пішак · a1 біла тура · c1 білий слон · e1 білий король · f1 білий слон · h1 біла тура | a8 чорна тура · b8 чорний кінь · d8 чорний ферзь · f8 чорна тура · c7 чорний пішак · e7 чорний пішак · f7 чорний пішак · g7 чорний король · h7 чорний пішак · a6 чорний пішак · g6 чорний пішак · b5 чорний пішак · d4 білий пішак · b3 білий пішак · c3 білий кінь · f3 білий кінь · b2 білий пішак · f2 білий пішак · g2 білий пішак · h2 білий пішак · a1 біла тура · c1 білий слон · e1 білий король · f1 білий слон · h1 біла тура | a8 чорна тура · b8 чорний кінь · d8 чорний ферзь · f8 чорна тура · c7 чорний пішак · e7 чорний пішак · f7 чорний пішак · g7 чорний король · h7 чорний пішак · a6 чорний пішак · g6 чорний пішак · b5 чорний пішак · d4 білий пішак · b3 білий пішак · c3 білий кінь · f3 білий кінь · b2 білий пішак · f2 білий пішак · g2 білий пішак · h2 білий пішак · a1 біла тура · c1 білий слон · e1 білий король · f1 білий слон · h1 біла тура | a8 чорна тура · b8 чорний кінь · d8 чорний ферзь · f8 чорна тура · c7 чорний пішак · e7 чорний пішак · f7 чорний пішак · g7 чорний король · h7 чорний пішак · a6 чорний пішак · g6 чорний пішак · b5 чорний пішак · d4 білий пішак · b3 білий пішак · c3 білий кінь · f3 білий кінь · b2 білий пішак · f2 білий пішак · g2 білий пішак · h2 білий пішак · a1 біла тура · c1 білий слон · e1 білий король · f1 білий слон · h1 біла тура | 4 |
| 3 | a8 чорна тура · b8 чорний кінь · d8 чорний ферзь · f8 чорна тура · c7 чорний пішак · e7 чорний пішак · f7 чорний пішак · g7 чорний король · h7 чорний пішак · a6 чорний пішак · g6 чорний пішак · b5 чорний пішак · d4 білий пішак · b3 білий пішак · c3 білий кінь · f3 білий кінь · b2 білий пішак · f2 білий пішак · g2 білий пішак · h2 білий пішак · a1 біла тура · c1 білий слон · e1 білий король · f1 білий слон · h1 біла тура | a8 чорна тура · b8 чорний кінь · d8 чорний ферзь · f8 чорна тура · c7 чорний пішак · e7 чорний пішак · f7 чорний пішак · g7 чорний король · h7 чорний пішак · a6 чорний пішак · g6 чорний пішак · b5 чорний пішак · d4 білий пішак · b3 білий пішак · c3 білий кінь · f3 білий кінь · b2 білий пішак · f2 білий пішак · g2 білий пішак · h2 білий пішак · a1 біла тура · c1 білий слон · e1 білий король · f1 білий слон · h1 біла тура | a8 чорна тура · b8 чорний кінь · d8 чорний ферзь · f8 чорна тура · c7 чорний пішак · e7 чорний пішак · f7 чорний пішак · g7 чорний король · h7 чорний пішак · a6 чорний пішак · g6 чорний пішак · b5 чорний пішак · d4 білий пішак · b3 білий пішак · c3 білий кінь · f3 білий кінь · b2 білий пішак · f2 білий пішак · g2 білий пішак · h2 білий пішак · a1 біла тура · c1 білий слон · e1 білий король · f1 білий слон · h1 біла тура | a8 чорна тура · b8 чорний кінь · d8 чорний ферзь · f8 чорна тура · c7 чорний пішак · e7 чорний пішак · f7 чорний пішак · g7 чорний король · h7 чорний пішак · a6 чорний пішак · g6 чорний пішак · b5 чорний пішак · d4 білий пішак · b3 білий пішак · c3 білий кінь · f3 білий кінь · b2 білий пішак · f2 білий пішак · g2 білий пішак · h2 білий пішак · a1 біла тура · c1 білий слон · e1 білий король · f1 білий слон · h1 біла тура | a8 чорна тура · b8 чорний кінь · d8 чорний ферзь · f8 чорна тура · c7 чорний пішак · e7 чорний пішак · f7 чорний пішак · g7 чорний король · h7 чорний пішак · a6 чорний пішак · g6 чорний пішак · b5 чорний пішак · d4 білий пішак · b3 білий пішак · c3 білий кінь · f3 білий кінь · b2 білий пішак · f2 білий пішак · g2 білий пішак · h2 білий пішак · a1 біла тура · c1 білий слон · e1 білий король · f1 білий слон · h1 біла тура | a8 чорна тура · b8 чорний кінь · d8 чорний ферзь · f8 чорна тура · c7 чорний пішак · e7 чорний пішак · f7 чорний пішак · g7 чорний король · h7 чорний пішак · a6 чорний пішак · g6 чорний пішак · b5 чорний пішак · d4 білий пішак · b3 білий пішак · c3 білий кінь · f3 білий кінь · b2 білий пішак · f2 білий пішак · g2 білий пішак · h2 білий пішак · a1 біла тура · c1 білий слон · e1 білий король · f1 білий слон · h1 біла тура | a8 чорна тура · b8 чорний кінь · d8 чорний ферзь · f8 чорна тура · c7 чорний пішак · e7 чорний пішак · f7 чорний пішак · g7 чорний король · h7 чорний пішак · a6 чорний пішак · g6 чорний пішак · b5 чорний пішак · d4 білий пішак · b3 білий пішак · c3 білий кінь · f3 білий кінь · b2 білий пішак · f2 білий пішак · g2 білий пішак · h2 білий пішак · a1 біла тура · c1 білий слон · e1 білий король · f1 білий слон · h1 біла тура | a8 чорна тура · b8 чорний кінь · d8 чорний ферзь · f8 чорна тура · c7 чорний пішак · e7 чорний пішак · f7 чорний пішак · g7 чорний король · h7 чорний пішак · a6 чорний пішак · g6 чорний пішак · b5 чорний пішак · d4 білий пішак · b3 білий пішак · c3 білий кінь · f3 білий кінь · b2 білий пішак · f2 білий пішак · g2 білий пішак · h2 білий пішак · a1 біла тура · c1 білий слон · e1 білий король · f1 білий слон · h1 біла тура | 3 |
| 2 | a8 чорна тура · b8 чорний кінь · d8 чорний ферзь · f8 чорна тура · c7 чорний пішак · e7 чорний пішак · f7 чорний пішак · g7 чорний король · h7 чорний пішак · a6 чорний пішак · g6 чорний пішак · b5 чорний пішак · d4 білий пішак · b3 білий пішак · c3 білий кінь · f3 білий кінь · b2 білий пішак · f2 білий пішак · g2 білий пішак · h2 білий пішак · a1 біла тура · c1 білий слон · e1 білий король · f1 білий слон · h1 біла тура | a8 чорна тура · b8 чорний кінь · d8 чорний ферзь · f8 чорна тура · c7 чорний пішак · e7 чорний пішак · f7 чорний пішак · g7 чорний король · h7 чорний пішак · a6 чорний пішак · g6 чорний пішак · b5 чорний пішак · d4 білий пішак · b3 білий пішак · c3 білий кінь · f3 білий кінь · b2 білий пішак · f2 білий пішак · g2 білий пішак · h2 білий пішак · a1 біла тура · c1 білий слон · e1 білий король · f1 білий слон · h1 біла тура | a8 чорна тура · b8 чорний кінь · d8 чорний ферзь · f8 чорна тура · c7 чорний пішак · e7 чорний пішак · f7 чорний пішак · g7 чорний король · h7 чорний пішак · a6 чорний пішак · g6 чорний пішак · b5 чорний пішак · d4 білий пішак · b3 білий пішак · c3 білий кінь · f3 білий кінь · b2 білий пішак · f2 білий пішак · g2 білий пішак · h2 білий пішак · a1 біла тура · c1 білий слон · e1 білий король · f1 білий слон · h1 біла тура | a8 чорна тура · b8 чорний кінь · d8 чорний ферзь · f8 чорна тура · c7 чорний пішак · e7 чорний пішак · f7 чорний пішак · g7 чорний король · h7 чорний пішак · a6 чорний пішак · g6 чорний пішак · b5 чорний пішак · d4 білий пішак · b3 білий пішак · c3 білий кінь · f3 білий кінь · b2 білий пішак · f2 білий пішак · g2 білий пішак · h2 білий пішак · a1 біла тура · c1 білий слон · e1 білий король · f1 білий слон · h1 біла тура | a8 чорна тура · b8 чорний кінь · d8 чорний ферзь · f8 чорна тура · c7 чорний пішак · e7 чорний пішак · f7 чорний пішак · g7 чорний король · h7 чорний пішак · a6 чорний пішак · g6 чорний пішак · b5 чорний пішак · d4 білий пішак · b3 білий пішак · c3 білий кінь · f3 білий кінь · b2 білий пішак · f2 білий пішак · g2 білий пішак · h2 білий пішак · a1 біла тура · c1 білий слон · e1 білий король · f1 білий слон · h1 біла тура | a8 чорна тура · b8 чорний кінь · d8 чорний ферзь · f8 чорна тура · c7 чорний пішак · e7 чорний пішак · f7 чорний пішак · g7 чорний король · h7 чорний пішак · a6 чорний пішак · g6 чорний пішак · b5 чорний пішак · d4 білий пішак · b3 білий пішак · c3 білий кінь · f3 білий кінь · b2 білий пішак · f2 білий пішак · g2 білий пішак · h2 білий пішак · a1 біла тура · c1 білий слон · e1 білий король · f1 білий слон · h1 біла тура | a8 чорна тура · b8 чорний кінь · d8 чорний ферзь · f8 чорна тура · c7 чорний пішак · e7 чорний пішак · f7 чорний пішак · g7 чорний король · h7 чорний пішак · a6 чорний пішак · g6 чорний пішак · b5 чорний пішак · d4 білий пішак · b3 білий пішак · c3 білий кінь · f3 білий кінь · b2 білий пішак · f2 білий пішак · g2 білий пішак · h2 білий пішак · a1 біла тура · c1 білий слон · e1 білий король · f1 білий слон · h1 біла тура | a8 чорна тура · b8 чорний кінь · d8 чорний ферзь · f8 чорна тура · c7 чорний пішак · e7 чорний пішак · f7 чорний пішак · g7 чорний король · h7 чорний пішак · a6 чорний пішак · g6 чорний пішак · b5 чорний пішак · d4 білий пішак · b3 білий пішак · c3 білий кінь · f3 білий кінь · b2 білий пішак · f2 білий пішак · g2 білий пішак · h2 білий пішак · a1 біла тура · c1 білий слон · e1 білий король · f1 білий слон · h1 біла тура | 2 |
| 1 | a8 чорна тура · b8 чорний кінь · d8 чорний ферзь · f8 чорна тура · c7 чорний пішак · e7 чорний пішак · f7 чорний пішак · g7 чорний король · h7 чорний пішак · a6 чорний пішак · g6 чорний пішак · b5 чорний пішак · d4 білий пішак · b3 білий пішак · c3 білий кінь · f3 білий кінь · b2 білий пішак · f2 білий пішак · g2 білий пішак · h2 білий пішак · a1 біла тура · c1 білий слон · e1 білий король · f1 білий слон · h1 біла тура | a8 чорна тура · b8 чорний кінь · d8 чорний ферзь · f8 чорна тура · c7 чорний пішак · e7 чорний пішак · f7 чорний пішак · g7 чорний король · h7 чорний пішак · a6 чорний пішак · g6 чорний пішак · b5 чорний пішак · d4 білий пішак · b3 білий пішак · c3 білий кінь · f3 білий кінь · b2 білий пішак · f2 білий пішак · g2 білий пішак · h2 білий пішак · a1 біла тура · c1 білий слон · e1 білий король · f1 білий слон · h1 біла тура | a8 чорна тура · b8 чорний кінь · d8 чорний ферзь · f8 чорна тура · c7 чорний пішак · e7 чорний пішак · f7 чорний пішак · g7 чорний король · h7 чорний пішак · a6 чорний пішак · g6 чорний пішак · b5 чорний пішак · d4 білий пішак · b3 білий пішак · c3 білий кінь · f3 білий кінь · b2 білий пішак · f2 білий пішак · g2 білий пішак · h2 білий пішак · a1 біла тура · c1 білий слон · e1 білий король · f1 білий слон · h1 біла тура | a8 чорна тура · b8 чорний кінь · d8 чорний ферзь · f8 чорна тура · c7 чорний пішак · e7 чорний пішак · f7 чорний пішак · g7 чорний король · h7 чорний пішак · a6 чорний пішак · g6 чорний пішак · b5 чорний пішак · d4 білий пішак · b3 білий пішак · c3 білий кінь · f3 білий кінь · b2 білий пішак · f2 білий пішак · g2 білий пішак · h2 білий пішак · a1 біла тура · c1 білий слон · e1 білий король · f1 білий слон · h1 біла тура | a8 чорна тура · b8 чорний кінь · d8 чорний ферзь · f8 чорна тура · c7 чорний пішак · e7 чорний пішак · f7 чорний пішак · g7 чорний король · h7 чорний пішак · a6 чорний пішак · g6 чорний пішак · b5 чорний пішак · d4 білий пішак · b3 білий пішак · c3 білий кінь · f3 білий кінь · b2 білий пішак · f2 білий пішак · g2 білий пішак · h2 білий пішак · a1 біла тура · c1 білий слон · e1 білий король · f1 білий слон · h1 біла тура | a8 чорна тура · b8 чорний кінь · d8 чорний ферзь · f8 чорна тура · c7 чорний пішак · e7 чорний пішак · f7 чорний пішак · g7 чорний король · h7 чорний пішак · a6 чорний пішак · g6 чорний пішак · b5 чорний пішак · d4 білий пішак · b3 білий пішак · c3 білий кінь · f3 білий кінь · b2 білий пішак · f2 білий пішак · g2 білий пішак · h2 білий пішак · a1 біла тура · c1 білий слон · e1 білий король · f1 білий слон · h1 біла тура | a8 чорна тура · b8 чорний кінь · d8 чорний ферзь · f8 чорна тура · c7 чорний пішак · e7 чорний пішак · f7 чорний пішак · g7 чорний король · h7 чорний пішак · a6 чорний пішак · g6 чорний пішак · b5 чорний пішак · d4 білий пішак · b3 білий пішак · c3 білий кінь · f3 білий кінь · b2 білий пішак · f2 білий пішак · g2 білий пішак · h2 білий пішак · a1 біла тура · c1 білий слон · e1 білий король · f1 білий слон · h1 біла тура | a8 чорна тура · b8 чорний кінь · d8 чорний ферзь · f8 чорна тура · c7 чорний пішак · e7 чорний пішак · f7 чорний пішак · g7 чорний король · h7 чорний пішак · a6 чорний пішак · g6 чорний пішак · b5 чорний пішак · d4 білий пішак · b3 білий пішак · c3 білий кінь · f3 білий кінь · b2 білий пішак · f2 білий пішак · g2 білий пішак · h2 білий пішак · a1 біла тура · c1 білий слон · e1 білий король · f1 білий слон · h1 біла тура | 1 |
|   | a | b | c | d | e | f | g | h |   |

У цій позиції білі обміняли ферзя та пішака (10 пунктів) на три легкі фігури (9 пунктів). Білі кращі, тому що три легкі фігури зазвичай кращі за ферзя через їхню більшу рухливість, а додатковий пішак чорних недостатньо важливий, щоб змінити ситуацію. Три легкі фігури майже такі ж сильні, як дві тури

### Приклад 3
|   | a | b | c | d | e | f | g | h |   |
| 8 | b8 чорна тура · c8 чорний слон · d8 чорний ферзь · e8 чорний кінь · f8 чорна тура · g8 чорний король · e7 чорний пішак · f7 чорний пішак · h7 чорний пішак · a6 чорний пішак · d6 чорний пішак · g6 чорний пішак · c5 чорний пішак · c4 білий пішак · e4 білий пішак · f4 білий пішак · c3 білий слон · d3 білий пішак · g3 білий пішак · h3 білий пішак · b2 білий пішак · d2 білий ферзь · e2 білий кінь · g2 білий слон · a1 чорний ферзь · d1 білий кінь · e1 біла тура · f1 біла тура · g1 білий король | b8 чорна тура · c8 чорний слон · d8 чорний ферзь · e8 чорний кінь · f8 чорна тура · g8 чорний король · e7 чорний пішак · f7 чорний пішак · h7 чорний пішак · a6 чорний пішак · d6 чорний пішак · g6 чорний пішак · c5 чорний пішак · c4 білий пішак · e4 білий пішак · f4 білий пішак · c3 білий слон · d3 білий пішак · g3 білий пішак · h3 білий пішак · b2 білий пішак · d2 білий ферзь · e2 білий кінь · g2 білий слон · a1 чорний ферзь · d1 білий кінь · e1 біла тура · f1 біла тура · g1 білий король | b8 чорна тура · c8 чорний слон · d8 чорний ферзь · e8 чорний кінь · f8 чорна тура · g8 чорний король · e7 чорний пішак · f7 чорний пішак · h7 чорний пішак · a6 чорний пішак · d6 чорний пішак · g6 чорний пішак · c5 чорний пішак · c4 білий пішак · e4 білий пішак · f4 білий пішак · c3 білий слон · d3 білий пішак · g3 білий пішак · h3 білий пішак · b2 білий пішак · d2 білий ферзь · e2 білий кінь · g2 білий слон · a1 чорний ферзь · d1 білий кінь · e1 біла тура · f1 біла тура · g1 білий король | b8 чорна тура · c8 чорний слон · d8 чорний ферзь · e8 чорний кінь · f8 чорна тура · g8 чорний король · e7 чорний пішак · f7 чорний пішак · h7 чорний пішак · a6 чорний пішак · d6 чорний пішак · g6 чорний пішак · c5 чорний пішак · c4 білий пішак · e4 білий пішак · f4 білий пішак · c3 білий слон · d3 білий пішак · g3 білий пішак · h3 білий пішак · b2 білий пішак · d2 білий ферзь · e2 білий кінь · g2 білий слон · a1 чорний ферзь · d1 білий кінь · e1 біла тура · f1 біла тура · g1 білий король | b8 чорна тура · c8 чорний слон · d8 чорний ферзь · e8 чорний кінь · f8 чорна тура · g8 чорний король · e7 чорний пішак · f7 чорний пішак · h7 чорний пішак · a6 чорний пішак · d6 чорний пішак · g6 чорний пішак · c5 чорний пішак · c4 білий пішак · e4 білий пішак · f4 білий пішак · c3 білий слон · d3 білий пішак · g3 білий пішак · h3 білий пішак · b2 білий пішак · d2 білий ферзь · e2 білий кінь · g2 білий слон · a1 чорний ферзь · d1 білий кінь · e1 біла тура · f1 біла тура · g1 білий король | b8 чорна тура · c8 чорний слон · d8 чорний ферзь · e8 чорний кінь · f8 чорна тура · g8 чорний король · e7 чорний пішак · f7 чорний пішак · h7 чорний пішак · a6 чорний пішак · d6 чорний пішак · g6 чорний пішак · c5 чорний пішак · c4 білий пішак · e4 білий пішак · f4 білий пішак · c3 білий слон · d3 білий пішак · g3 білий пішак · h3 білий пішак · b2 білий пішак · d2 білий ферзь · e2 білий кінь · g2 білий слон · a1 чорний ферзь · d1 білий кінь · e1 біла тура · f1 біла тура · g1 білий король | b8 чорна тура · c8 чорний слон · d8 чорний ферзь · e8 чорний кінь · f8 чорна тура · g8 чорний король · e7 чорний пішак · f7 чорний пішак · h7 чорний пішак · a6 чорний пішак · d6 чорний пішак · g6 чорний пішак · c5 чорний пішак · c4 білий пішак · e4 білий пішак · f4 білий пішак · c3 білий слон · d3 білий пішак · g3 білий пішак · h3 білий пішак · b2 білий пішак · d2 білий ферзь · e2 білий кінь · g2 білий слон · a1 чорний ферзь · d1 білий кінь · e1 біла тура · f1 біла тура · g1 білий король | b8 чорна тура · c8 чорний слон · d8 чорний ферзь · e8 чорний кінь · f8 чорна тура · g8 чорний король · e7 чорний пішак · f7 чорний пішак · h7 чорний пішак · a6 чорний пішак · d6 чорний пішак · g6 чорний пішак · c5 чорний пішак · c4 білий пішак · e4 білий пішак · f4 білий пішак · c3 білий слон · d3 білий пішак · g3 білий пішак · h3 білий пішак · b2 білий пішак · d2 білий ферзь · e2 білий кінь · g2 білий слон · a1 чорний ферзь · d1 білий кінь · e1 біла тура · f1 біла тура · g1 білий король | 8 |
| 7 | b8 чорна тура · c8 чорний слон · d8 чорний ферзь · e8 чорний кінь · f8 чорна тура · g8 чорний король · e7 чорний пішак · f7 чорний пішак · h7 чорний пішак · a6 чорний пішак · d6 чорний пішак · g6 чорний пішак · c5 чорний пішак · c4 білий пішак · e4 білий пішак · f4 білий пішак · c3 білий слон · d3 білий пішак · g3 білий пішак · h3 білий пішак · b2 білий пішак · d2 білий ферзь · e2 білий кінь · g2 білий слон · a1 чорний ферзь · d1 білий кінь · e1 біла тура · f1 біла тура · g1 білий король | b8 чорна тура · c8 чорний слон · d8 чорний ферзь · e8 чорний кінь · f8 чорна тура · g8 чорний король · e7 чорний пішак · f7 чорний пішак · h7 чорний пішак · a6 чорний пішак · d6 чорний пішак · g6 чорний пішак · c5 чорний пішак · c4 білий пішак · e4 білий пішак · f4 білий пішак · c3 білий слон · d3 білий пішак · g3 білий пішак · h3 білий пішак · b2 білий пішак · d2 білий ферзь · e2 білий кінь · g2 білий слон · a1 чорний ферзь · d1 білий кінь · e1 біла тура · f1 біла тура · g1 білий король | b8 чорна тура · c8 чорний слон · d8 чорний ферзь · e8 чорний кінь · f8 чорна тура · g8 чорний король · e7 чорний пішак · f7 чорний пішак · h7 чорний пішак · a6 чорний пішак · d6 чорний пішак · g6 чорний пішак · c5 чорний пішак · c4 білий пішак · e4 білий пішак · f4 білий пішак · c3 білий слон · d3 білий пішак · g3 білий пішак · h3 білий пішак · b2 білий пішак · d2 білий ферзь · e2 білий кінь · g2 білий слон · a1 чорний ферзь · d1 білий кінь · e1 біла тура · f1 біла тура · g1 білий король | b8 чорна тура · c8 чорний слон · d8 чорний ферзь · e8 чорний кінь · f8 чорна тура · g8 чорний король · e7 чорний пішак · f7 чорний пішак · h7 чорний пішак · a6 чорний пішак · d6 чорний пішак · g6 чорний пішак · c5 чорний пішак · c4 білий пішак · e4 білий пішак · f4 білий пішак · c3 білий слон · d3 білий пішак · g3 білий пішак · h3 білий пішак · b2 білий пішак · d2 білий ферзь · e2 білий кінь · g2 білий слон · a1 чорний ферзь · d1 білий кінь · e1 біла тура · f1 біла тура · g1 білий король | b8 чорна тура · c8 чорний слон · d8 чорний ферзь · e8 чорний кінь · f8 чорна тура · g8 чорний король · e7 чорний пішак · f7 чорний пішак · h7 чорний пішак · a6 чорний пішак · d6 чорний пішак · g6 чорний пішак · c5 чорний пішак · c4 білий пішак · e4 білий пішак · f4 білий пішак · c3 білий слон · d3 білий пішак · g3 білий пішак · h3 білий пішак · b2 білий пішак · d2 білий ферзь · e2 білий кінь · g2 білий слон · a1 чорний ферзь · d1 білий кінь · e1 біла тура · f1 біла тура · g1 білий король | b8 чорна тура · c8 чорний слон · d8 чорний ферзь · e8 чорний кінь · f8 чорна тура · g8 чорний король · e7 чорний пішак · f7 чорний пішак · h7 чорний пішак · a6 чорний пішак · d6 чорний пішак · g6 чорний пішак · c5 чорний пішак · c4 білий пішак · e4 білий пішак · f4 білий пішак · c3 білий слон · d3 білий пішак · g3 білий пішак · h3 білий пішак · b2 білий пішак · d2 білий ферзь · e2 білий кінь · g2 білий слон · a1 чорний ферзь · d1 білий кінь · e1 біла тура · f1 біла тура · g1 білий король | b8 чорна тура · c8 чорний слон · d8 чорний ферзь · e8 чорний кінь · f8 чорна тура · g8 чорний король · e7 чорний пішак · f7 чорний пішак · h7 чорний пішак · a6 чорний пішак · d6 чорний пішак · g6 чорний пішак · c5 чорний пішак · c4 білий пішак · e4 білий пішак · f4 білий пішак · c3 білий слон · d3 білий пішак · g3 білий пішак · h3 білий пішак · b2 білий пішак · d2 білий ферзь · e2 білий кінь · g2 білий слон · a1 чорний ферзь · d1 білий кінь · e1 біла тура · f1 біла тура · g1 білий король | b8 чорна тура · c8 чорний слон · d8 чорний ферзь · e8 чорний кінь · f8 чорна тура · g8 чорний король · e7 чорний пішак · f7 чорний пішак · h7 чорний пішак · a6 чорний пішак · d6 чорний пішак · g6 чорний пішак · c5 чорний пішак · c4 білий пішак · e4 білий пішак · f4 білий пішак · c3 білий слон · d3 білий пішак · g3 білий пішак · h3 білий пішак · b2 білий пішак · d2 білий ферзь · e2 білий кінь · g2 білий слон · a1 чорний ферзь · d1 білий кінь · e1 біла тура · f1 біла тура · g1 білий король | 7 |
| 6 | b8 чорна тура · c8 чорний слон · d8 чорний ферзь · e8 чорний кінь · f8 чорна тура · g8 чорний король · e7 чорний пішак · f7 чорний пішак · h7 чорний пішак · a6 чорний пішак · d6 чорний пішак · g6 чорний пішак · c5 чорний пішак · c4 білий пішак · e4 білий пішак · f4 білий пішак · c3 білий слон · d3 білий пішак · g3 білий пішак · h3 білий пішак · b2 білий пішак · d2 білий ферзь · e2 білий кінь · g2 білий слон · a1 чорний ферзь · d1 білий кінь · e1 біла тура · f1 біла тура · g1 білий король | b8 чорна тура · c8 чорний слон · d8 чорний ферзь · e8 чорний кінь · f8 чорна тура · g8 чорний король · e7 чорний пішак · f7 чорний пішак · h7 чорний пішак · a6 чорний пішак · d6 чорний пішак · g6 чорний пішак · c5 чорний пішак · c4 білий пішак · e4 білий пішак · f4 білий пішак · c3 білий слон · d3 білий пішак · g3 білий пішак · h3 білий пішак · b2 білий пішак · d2 білий ферзь · e2 білий кінь · g2 білий слон · a1 чорний ферзь · d1 білий кінь · e1 біла тура · f1 біла тура · g1 білий король | b8 чорна тура · c8 чорний слон · d8 чорний ферзь · e8 чорний кінь · f8 чорна тура · g8 чорний король · e7 чорний пішак · f7 чорний пішак · h7 чорний пішак · a6 чорний пішак · d6 чорний пішак · g6 чорний пішак · c5 чорний пішак · c4 білий пішак · e4 білий пішак · f4 білий пішак · c3 білий слон · d3 білий пішак · g3 білий пішак · h3 білий пішак · b2 білий пішак · d2 білий ферзь · e2 білий кінь · g2 білий слон · a1 чорний ферзь · d1 білий кінь · e1 біла тура · f1 біла тура · g1 білий король | b8 чорна тура · c8 чорний слон · d8 чорний ферзь · e8 чорний кінь · f8 чорна тура · g8 чорний король · e7 чорний пішак · f7 чорний пішак · h7 чорний пішак · a6 чорний пішак · d6 чорний пішак · g6 чорний пішак · c5 чорний пішак · c4 білий пішак · e4 білий пішак · f4 білий пішак · c3 білий слон · d3 білий пішак · g3 білий пішак · h3 білий пішак · b2 білий пішак · d2 білий ферзь · e2 білий кінь · g2 білий слон · a1 чорний ферзь · d1 білий кінь · e1 біла тура · f1 біла тура · g1 білий король | b8 чорна тура · c8 чорний слон · d8 чорний ферзь · e8 чорний кінь · f8 чорна тура · g8 чорний король · e7 чорний пішак · f7 чорний пішак · h7 чорний пішак · a6 чорний пішак · d6 чорний пішак · g6 чорний пішак · c5 чорний пішак · c4 білий пішак · e4 білий пішак · f4 білий пішак · c3 білий слон · d3 білий пішак · g3 білий пішак · h3 білий пішак · b2 білий пішак · d2 білий ферзь · e2 білий кінь · g2 білий слон · a1 чорний ферзь · d1 білий кінь · e1 біла тура · f1 біла тура · g1 білий король | b8 чорна тура · c8 чорний слон · d8 чорний ферзь · e8 чорний кінь · f8 чорна тура · g8 чорний король · e7 чорний пішак · f7 чорний пішак · h7 чорний пішак · a6 чорний пішак · d6 чорний пішак · g6 чорний пішак · c5 чорний пішак · c4 білий пішак · e4 білий пішак · f4 білий пішак · c3 білий слон · d3 білий пішак · g3 білий пішак · h3 білий пішак · b2 білий пішак · d2 білий ферзь · e2 білий кінь · g2 білий слон · a1 чорний ферзь · d1 білий кінь · e1 біла тура · f1 біла тура · g1 білий король | b8 чорна тура · c8 чорний слон · d8 чорний ферзь · e8 чорний кінь · f8 чорна тура · g8 чорний король · e7 чорний пішак · f7 чорний пішак · h7 чорний пішак · a6 чорний пішак · d6 чорний пішак · g6 чорний пішак · c5 чорний пішак · c4 білий пішак · e4 білий пішак · f4 білий пішак · c3 білий слон · d3 білий пішак · g3 білий пішак · h3 білий пішак · b2 білий пішак · d2 білий ферзь · e2 білий кінь · g2 білий слон · a1 чорний ферзь · d1 білий кінь · e1 біла тура · f1 біла тура · g1 білий король | b8 чорна тура · c8 чорний слон · d8 чорний ферзь · e8 чорний кінь · f8 чорна тура · g8 чорний король · e7 чорний пішак · f7 чорний пішак · h7 чорний пішак · a6 чорний пішак · d6 чорний пішак · g6 чорний пішак · c5 чорний пішак · c4 білий пішак · e4 білий пішак · f4 білий пішак · c3 білий слон · d3 білий пішак · g3 білий пішак · h3 білий пішак · b2 білий пішак · d2 білий ферзь · e2 білий кінь · g2 білий слон · a1 чорний ферзь · d1 білий кінь · e1 біла тура · f1 біла тура · g1 білий король | 6 |
| 5 | b8 чорна тура · c8 чорний слон · d8 чорний ферзь · e8 чорний кінь · f8 чорна тура · g8 чорний король · e7 чорний пішак · f7 чорний пішак · h7 чорний пішак · a6 чорний пішак · d6 чорний пішак · g6 чорний пішак · c5 чорний пішак · c4 білий пішак · e4 білий пішак · f4 білий пішак · c3 білий слон · d3 білий пішак · g3 білий пішак · h3 білий пішак · b2 білий пішак · d2 білий ферзь · e2 білий кінь · g2 білий слон · a1 чорний ферзь · d1 білий кінь · e1 біла тура · f1 біла тура · g1 білий король | b8 чорна тура · c8 чорний слон · d8 чорний ферзь · e8 чорний кінь · f8 чорна тура · g8 чорний король · e7 чорний пішак · f7 чорний пішак · h7 чорний пішак · a6 чорний пішак · d6 чорний пішак · g6 чорний пішак · c5 чорний пішак · c4 білий пішак · e4 білий пішак · f4 білий пішак · c3 білий слон · d3 білий пішак · g3 білий пішак · h3 білий пішак · b2 білий пішак · d2 білий ферзь · e2 білий кінь · g2 білий слон · a1 чорний ферзь · d1 білий кінь · e1 біла тура · f1 біла тура · g1 білий король | b8 чорна тура · c8 чорний слон · d8 чорний ферзь · e8 чорний кінь · f8 чорна тура · g8 чорний король · e7 чорний пішак · f7 чорний пішак · h7 чорний пішак · a6 чорний пішак · d6 чорний пішак · g6 чорний пішак · c5 чорний пішак · c4 білий пішак · e4 білий пішак · f4 білий пішак · c3 білий слон · d3 білий пішак · g3 білий пішак · h3 білий пішак · b2 білий пішак · d2 білий ферзь · e2 білий кінь · g2 білий слон · a1 чорний ферзь · d1 білий кінь · e1 біла тура · f1 біла тура · g1 білий король | b8 чорна тура · c8 чорний слон · d8 чорний ферзь · e8 чорний кінь · f8 чорна тура · g8 чорний король · e7 чорний пішак · f7 чорний пішак · h7 чорний пішак · a6 чорний пішак · d6 чорний пішак · g6 чорний пішак · c5 чорний пішак · c4 білий пішак · e4 білий пішак · f4 білий пішак · c3 білий слон · d3 білий пішак · g3 білий пішак · h3 білий пішак · b2 білий пішак · d2 білий ферзь · e2 білий кінь · g2 білий слон · a1 чорний ферзь · d1 білий кінь · e1 біла тура · f1 біла тура · g1 білий король | b8 чорна тура · c8 чорний слон · d8 чорний ферзь · e8 чорний кінь · f8 чорна тура · g8 чорний король · e7 чорний пішак · f7 чорний пішак · h7 чорний пішак · a6 чорний пішак · d6 чорний пішак · g6 чорний пішак · c5 чорний пішак · c4 білий пішак · e4 білий пішак · f4 білий пішак · c3 білий слон · d3 білий пішак · g3 білий пішак · h3 білий пішак · b2 білий пішак · d2 білий ферзь · e2 білий кінь · g2 білий слон · a1 чорний ферзь · d1 білий кінь · e1 біла тура · f1 біла тура · g1 білий король | b8 чорна тура · c8 чорний слон · d8 чорний ферзь · e8 чорний кінь · f8 чорна тура · g8 чорний король · e7 чорний пішак · f7 чорний пішак · h7 чорний пішак · a6 чорний пішак · d6 чорний пішак · g6 чорний пішак · c5 чорний пішак · c4 білий пішак · e4 білий пішак · f4 білий пішак · c3 білий слон · d3 білий пішак · g3 білий пішак · h3 білий пішак · b2 білий пішак · d2 білий ферзь · e2 білий кінь · g2 білий слон · a1 чорний ферзь · d1 білий кінь · e1 біла тура · f1 біла тура · g1 білий король | b8 чорна тура · c8 чорний слон · d8 чорний ферзь · e8 чорний кінь · f8 чорна тура · g8 чорний король · e7 чорний пішак · f7 чорний пішак · h7 чорний пішак · a6 чорний пішак · d6 чорний пішак · g6 чорний пішак · c5 чорний пішак · c4 білий пішак · e4 білий пішак · f4 білий пішак · c3 білий слон · d3 білий пішак · g3 білий пішак · h3 білий пішак · b2 білий пішак · d2 білий ферзь · e2 білий кінь · g2 білий слон · a1 чорний ферзь · d1 білий кінь · e1 біла тура · f1 біла тура · g1 білий король | b8 чорна тура · c8 чорний слон · d8 чорний ферзь · e8 чорний кінь · f8 чорна тура · g8 чорний король · e7 чорний пішак · f7 чорний пішак · h7 чорний пішак · a6 чорний пішак · d6 чорний пішак · g6 чорний пішак · c5 чорний пішак · c4 білий пішак · e4 білий пішак · f4 білий пішак · c3 білий слон · d3 білий пішак · g3 білий пішак · h3 білий пішак · b2 білий пішак · d2 білий ферзь · e2 білий кінь · g2 білий слон · a1 чорний ферзь · d1 білий кінь · e1 біла тура · f1 біла тура · g1 білий король | 5 |
| 4 | b8 чорна тура · c8 чорний слон · d8 чорний ферзь · e8 чорний кінь · f8 чорна тура · g8 чорний король · e7 чорний пішак · f7 чорний пішак · h7 чорний пішак · a6 чорний пішак · d6 чорний пішак · g6 чорний пішак · c5 чорний пішак · c4 білий пішак · e4 білий пішак · f4 білий пішак · c3 білий слон · d3 білий пішак · g3 білий пішак · h3 білий пішак · b2 білий пішак · d2 білий ферзь · e2 білий кінь · g2 білий слон · a1 чорний ферзь · d1 білий кінь · e1 біла тура · f1 біла тура · g1 білий король | b8 чорна тура · c8 чорний слон · d8 чорний ферзь · e8 чорний кінь · f8 чорна тура · g8 чорний король · e7 чорний пішак · f7 чорний пішак · h7 чорний пішак · a6 чорний пішак · d6 чорний пішак · g6 чорний пішак · c5 чорний пішак · c4 білий пішак · e4 білий пішак · f4 білий пішак · c3 білий слон · d3 білий пішак · g3 білий пішак · h3 білий пішак · b2 білий пішак · d2 білий ферзь · e2 білий кінь · g2 білий слон · a1 чорний ферзь · d1 білий кінь · e1 біла тура · f1 біла тура · g1 білий король | b8 чорна тура · c8 чорний слон · d8 чорний ферзь · e8 чорний кінь · f8 чорна тура · g8 чорний король · e7 чорний пішак · f7 чорний пішак · h7 чорний пішак · a6 чорний пішак · d6 чорний пішак · g6 чорний пішак · c5 чорний пішак · c4 білий пішак · e4 білий пішак · f4 білий пішак · c3 білий слон · d3 білий пішак · g3 білий пішак · h3 білий пішак · b2 білий пішак · d2 білий ферзь · e2 білий кінь · g2 білий слон · a1 чорний ферзь · d1 білий кінь · e1 біла тура · f1 біла тура · g1 білий король | b8 чорна тура · c8 чорний слон · d8 чорний ферзь · e8 чорний кінь · f8 чорна тура · g8 чорний король · e7 чорний пішак · f7 чорний пішак · h7 чорний пішак · a6 чорний пішак · d6 чорний пішак · g6 чорний пішак · c5 чорний пішак · c4 білий пішак · e4 білий пішак · f4 білий пішак · c3 білий слон · d3 білий пішак · g3 білий пішак · h3 білий пішак · b2 білий пішак · d2 білий ферзь · e2 білий кінь · g2 білий слон · a1 чорний ферзь · d1 білий кінь · e1 біла тура · f1 біла тура · g1 білий король | b8 чорна тура · c8 чорний слон · d8 чорний ферзь · e8 чорний кінь · f8 чорна тура · g8 чорний король · e7 чорний пішак · f7 чорний пішак · h7 чорний пішак · a6 чорний пішак · d6 чорний пішак · g6 чорний пішак · c5 чорний пішак · c4 білий пішак · e4 білий пішак · f4 білий пішак · c3 білий слон · d3 білий пішак · g3 білий пішак · h3 білий пішак · b2 білий пішак · d2 білий ферзь · e2 білий кінь · g2 білий слон · a1 чорний ферзь · d1 білий кінь · e1 біла тура · f1 біла тура · g1 білий король | b8 чорна тура · c8 чорний слон · d8 чорний ферзь · e8 чорний кінь · f8 чорна тура · g8 чорний король · e7 чорний пішак · f7 чорний пішак · h7 чорний пішак · a6 чорний пішак · d6 чорний пішак · g6 чорний пішак · c5 чорний пішак · c4 білий пішак · e4 білий пішак · f4 білий пішак · c3 білий слон · d3 білий пішак · g3 білий пішак · h3 білий пішак · b2 білий пішак · d2 білий ферзь · e2 білий кінь · g2 білий слон · a1 чорний ферзь · d1 білий кінь · e1 біла тура · f1 біла тура · g1 білий король | b8 чорна тура · c8 чорний слон · d8 чорний ферзь · e8 чорний кінь · f8 чорна тура · g8 чорний король · e7 чорний пішак · f7 чорний пішак · h7 чорний пішак · a6 чорний пішак · d6 чорний пішак · g6 чорний пішак · c5 чорний пішак · c4 білий пішак · e4 білий пішак · f4 білий пішак · c3 білий слон · d3 білий пішак · g3 білий пішак · h3 білий пішак · b2 білий пішак · d2 білий ферзь · e2 білий кінь · g2 білий слон · a1 чорний ферзь · d1 білий кінь · e1 біла тура · f1 біла тура · g1 білий король | b8 чорна тура · c8 чорний слон · d8 чорний ферзь · e8 чорний кінь · f8 чорна тура · g8 чорний король · e7 чорний пішак · f7 чорний пішак · h7 чорний пішак · a6 чорний пішак · d6 чорний пішак · g6 чорний пішак · c5 чорний пішак · c4 білий пішак · e4 білий пішак · f4 білий пішак · c3 білий слон · d3 білий пішак · g3 білий пішак · h3 білий пішак · b2 білий пішак · d2 білий ферзь · e2 білий кінь · g2 білий слон · a1 чорний ферзь · d1 білий кінь · e1 біла тура · f1 біла тура · g1 білий король | 4 |
| 3 | b8 чорна тура · c8 чорний слон · d8 чорний ферзь · e8 чорний кінь · f8 чорна тура · g8 чорний король · e7 чорний пішак · f7 чорний пішак · h7 чорний пішак · a6 чорний пішак · d6 чорний пішак · g6 чорний пішак · c5 чорний пішак · c4 білий пішак · e4 білий пішак · f4 білий пішак · c3 білий слон · d3 білий пішак · g3 білий пішак · h3 білий пішак · b2 білий пішак · d2 білий ферзь · e2 білий кінь · g2 білий слон · a1 чорний ферзь · d1 білий кінь · e1 біла тура · f1 біла тура · g1 білий король | b8 чорна тура · c8 чорний слон · d8 чорний ферзь · e8 чорний кінь · f8 чорна тура · g8 чорний король · e7 чорний пішак · f7 чорний пішак · h7 чорний пішак · a6 чорний пішак · d6 чорний пішак · g6 чорний пішак · c5 чорний пішак · c4 білий пішак · e4 білий пішак · f4 білий пішак · c3 білий слон · d3 білий пішак · g3 білий пішак · h3 білий пішак · b2 білий пішак · d2 білий ферзь · e2 білий кінь · g2 білий слон · a1 чорний ферзь · d1 білий кінь · e1 біла тура · f1 біла тура · g1 білий король | b8 чорна тура · c8 чорний слон · d8 чорний ферзь · e8 чорний кінь · f8 чорна тура · g8 чорний король · e7 чорний пішак · f7 чорний пішак · h7 чорний пішак · a6 чорний пішак · d6 чорний пішак · g6 чорний пішак · c5 чорний пішак · c4 білий пішак · e4 білий пішак · f4 білий пішак · c3 білий слон · d3 білий пішак · g3 білий пішак · h3 білий пішак · b2 білий пішак · d2 білий ферзь · e2 білий кінь · g2 білий слон · a1 чорний ферзь · d1 білий кінь · e1 біла тура · f1 біла тура · g1 білий король | b8 чорна тура · c8 чорний слон · d8 чорний ферзь · e8 чорний кінь · f8 чорна тура · g8 чорний король · e7 чорний пішак · f7 чорний пішак · h7 чорний пішак · a6 чорний пішак · d6 чорний пішак · g6 чорний пішак · c5 чорний пішак · c4 білий пішак · e4 білий пішак · f4 білий пішак · c3 білий слон · d3 білий пішак · g3 білий пішак · h3 білий пішак · b2 білий пішак · d2 білий ферзь · e2 білий кінь · g2 білий слон · a1 чорний ферзь · d1 білий кінь · e1 біла тура · f1 біла тура · g1 білий король | b8 чорна тура · c8 чорний слон · d8 чорний ферзь · e8 чорний кінь · f8 чорна тура · g8 чорний король · e7 чорний пішак · f7 чорний пішак · h7 чорний пішак · a6 чорний пішак · d6 чорний пішак · g6 чорний пішак · c5 чорний пішак · c4 білий пішак · e4 білий пішак · f4 білий пішак · c3 білий слон · d3 білий пішак · g3 білий пішак · h3 білий пішак · b2 білий пішак · d2 білий ферзь · e2 білий кінь · g2 білий слон · a1 чорний ферзь · d1 білий кінь · e1 біла тура · f1 біла тура · g1 білий король | b8 чорна тура · c8 чорний слон · d8 чорний ферзь · e8 чорний кінь · f8 чорна тура · g8 чорний король · e7 чорний пішак · f7 чорний пішак · h7 чорний пішак · a6 чорний пішак · d6 чорний пішак · g6 чорний пішак · c5 чорний пішак · c4 білий пішак · e4 білий пішак · f4 білий пішак · c3 білий слон · d3 білий пішак · g3 білий пішак · h3 білий пішак · b2 білий пішак · d2 білий ферзь · e2 білий кінь · g2 білий слон · a1 чорний ферзь · d1 білий кінь · e1 біла тура · f1 біла тура · g1 білий король | b8 чорна тура · c8 чорний слон · d8 чорний ферзь · e8 чорний кінь · f8 чорна тура · g8 чорний король · e7 чорний пішак · f7 чорний пішак · h7 чорний пішак · a6 чорний пішак · d6 чорний пішак · g6 чорний пішак · c5 чорний пішак · c4 білий пішак · e4 білий пішак · f4 білий пішак · c3 білий слон · d3 білий пішак · g3 білий пішак · h3 білий пішак · b2 білий пішак · d2 білий ферзь · e2 білий кінь · g2 білий слон · a1 чорний ферзь · d1 білий кінь · e1 біла тура · f1 біла тура · g1 білий король | b8 чорна тура · c8 чорний слон · d8 чорний ферзь · e8 чорний кінь · f8 чорна тура · g8 чорний король · e7 чорний пішак · f7 чорний пішак · h7 чорний пішак · a6 чорний пішак · d6 чорний пішак · g6 чорний пішак · c5 чорний пішак · c4 білий пішак · e4 білий пішак · f4 білий пішак · c3 білий слон · d3 білий пішак · g3 білий пішак · h3 білий пішак · b2 білий пішак · d2 білий ферзь · e2 білий кінь · g2 білий слон · a1 чорний ферзь · d1 білий кінь · e1 біла тура · f1 біла тура · g1 білий король | 3 |
| 2 | b8 чорна тура · c8 чорний слон · d8 чорний ферзь · e8 чорний кінь · f8 чорна тура · g8 чорний король · e7 чорний пішак · f7 чорний пішак · h7 чорний пішак · a6 чорний пішак · d6 чорний пішак · g6 чорний пішак · c5 чорний пішак · c4 білий пішак · e4 білий пішак · f4 білий пішак · c3 білий слон · d3 білий пішак · g3 білий пішак · h3 білий пішак · b2 білий пішак · d2 білий ферзь · e2 білий кінь · g2 білий слон · a1 чорний ферзь · d1 білий кінь · e1 біла тура · f1 біла тура · g1 білий король | b8 чорна тура · c8 чорний слон · d8 чорний ферзь · e8 чорний кінь · f8 чорна тура · g8 чорний король · e7 чорний пішак · f7 чорний пішак · h7 чорний пішак · a6 чорний пішак · d6 чорний пішак · g6 чорний пішак · c5 чорний пішак · c4 білий пішак · e4 білий пішак · f4 білий пішак · c3 білий слон · d3 білий пішак · g3 білий пішак · h3 білий пішак · b2 білий пішак · d2 білий ферзь · e2 білий кінь · g2 білий слон · a1 чорний ферзь · d1 білий кінь · e1 біла тура · f1 біла тура · g1 білий король | b8 чорна тура · c8 чорний слон · d8 чорний ферзь · e8 чорний кінь · f8 чорна тура · g8 чорний король · e7 чорний пішак · f7 чорний пішак · h7 чорний пішак · a6 чорний пішак · d6 чорний пішак · g6 чорний пішак · c5 чорний пішак · c4 білий пішак · e4 білий пішак · f4 білий пішак · c3 білий слон · d3 білий пішак · g3 білий пішак · h3 білий пішак · b2 білий пішак · d2 білий ферзь · e2 білий кінь · g2 білий слон · a1 чорний ферзь · d1 білий кінь · e1 біла тура · f1 біла тура · g1 білий король | b8 чорна тура · c8 чорний слон · d8 чорний ферзь · e8 чорний кінь · f8 чорна тура · g8 чорний король · e7 чорний пішак · f7 чорний пішак · h7 чорний пішак · a6 чорний пішак · d6 чорний пішак · g6 чорний пішак · c5 чорний пішак · c4 білий пішак · e4 білий пішак · f4 білий пішак · c3 білий слон · d3 білий пішак · g3 білий пішак · h3 білий пішак · b2 білий пішак · d2 білий ферзь · e2 білий кінь · g2 білий слон · a1 чорний ферзь · d1 білий кінь · e1 біла тура · f1 біла тура · g1 білий король | b8 чорна тура · c8 чорний слон · d8 чорний ферзь · e8 чорний кінь · f8 чорна тура · g8 чорний король · e7 чорний пішак · f7 чорний пішак · h7 чорний пішак · a6 чорний пішак · d6 чорний пішак · g6 чорний пішак · c5 чорний пішак · c4 білий пішак · e4 білий пішак · f4 білий пішак · c3 білий слон · d3 білий пішак · g3 білий пішак · h3 білий пішак · b2 білий пішак · d2 білий ферзь · e2 білий кінь · g2 білий слон · a1 чорний ферзь · d1 білий кінь · e1 біла тура · f1 біла тура · g1 білий король | b8 чорна тура · c8 чорний слон · d8 чорний ферзь · e8 чорний кінь · f8 чорна тура · g8 чорний король · e7 чорний пішак · f7 чорний пішак · h7 чорний пішак · a6 чорний пішак · d6 чорний пішак · g6 чорний пішак · c5 чорний пішак · c4 білий пішак · e4 білий пішак · f4 білий пішак · c3 білий слон · d3 білий пішак · g3 білий пішак · h3 білий пішак · b2 білий пішак · d2 білий ферзь · e2 білий кінь · g2 білий слон · a1 чорний ферзь · d1 білий кінь · e1 біла тура · f1 біла тура · g1 білий король | b8 чорна тура · c8 чорний слон · d8 чорний ферзь · e8 чорний кінь · f8 чорна тура · g8 чорний король · e7 чорний пішак · f7 чорний пішак · h7 чорний пішак · a6 чорний пішак · d6 чорний пішак · g6 чорний пішак · c5 чорний пішак · c4 білий пішак · e4 білий пішак · f4 білий пішак · c3 білий слон · d3 білий пішак · g3 білий пішак · h3 білий пішак · b2 білий пішак · d2 білий ферзь · e2 білий кінь · g2 білий слон · a1 чорний ферзь · d1 білий кінь · e1 біла тура · f1 біла тура · g1 білий король | b8 чорна тура · c8 чорний слон · d8 чорний ферзь · e8 чорний кінь · f8 чорна тура · g8 чорний король · e7 чорний пішак · f7 чорний пішак · h7 чорний пішак · a6 чорний пішак · d6 чорний пішак · g6 чорний пішак · c5 чорний пішак · c4 білий пішак · e4 білий пішак · f4 білий пішак · c3 білий слон · d3 білий пішак · g3 білий пішак · h3 білий пішак · b2 білий пішак · d2 білий ферзь · e2 білий кінь · g2 білий слон · a1 чорний ферзь · d1 білий кінь · e1 біла тура · f1 біла тура · g1 білий король | 2 |
| 1 | b8 чорна тура · c8 чорний слон · d8 чорний ферзь · e8 чорний кінь · f8 чорна тура · g8 чорний король · e7 чорний пішак · f7 чорний пішак · h7 чорний пішак · a6 чорний пішак · d6 чорний пішак · g6 чорний пішак · c5 чорний пішак · c4 білий пішак · e4 білий пішак · f4 білий пішак · c3 білий слон · d3 білий пішак · g3 білий пішак · h3 білий пішак · b2 білий пішак · d2 білий ферзь · e2 білий кінь · g2 білий слон · a1 чорний ферзь · d1 білий кінь · e1 біла тура · f1 біла тура · g1 білий король | b8 чорна тура · c8 чорний слон · d8 чорний ферзь · e8 чорний кінь · f8 чорна тура · g8 чорний король · e7 чорний пішак · f7 чорний пішак · h7 чорний пішак · a6 чорний пішак · d6 чорний пішак · g6 чорний пішак · c5 чорний пішак · c4 білий пішак · e4 білий пішак · f4 білий пішак · c3 білий слон · d3 білий пішак · g3 білий пішак · h3 білий пішак · b2 білий пішак · d2 білий ферзь · e2 білий кінь · g2 білий слон · a1 чорний ферзь · d1 білий кінь · e1 біла тура · f1 біла тура · g1 білий король | b8 чорна тура · c8 чорний слон · d8 чорний ферзь · e8 чорний кінь · f8 чорна тура · g8 чорний король · e7 чорний пішак · f7 чорний пішак · h7 чорний пішак · a6 чорний пішак · d6 чорний пішак · g6 чорний пішак · c5 чорний пішак · c4 білий пішак · e4 білий пішак · f4 білий пішак · c3 білий слон · d3 білий пішак · g3 білий пішак · h3 білий пішак · b2 білий пішак · d2 білий ферзь · e2 білий кінь · g2 білий слон · a1 чорний ферзь · d1 білий кінь · e1 біла тура · f1 біла тура · g1 білий король | b8 чорна тура · c8 чорний слон · d8 чорний ферзь · e8 чорний кінь · f8 чорна тура · g8 чорний король · e7 чорний пішак · f7 чорний пішак · h7 чорний пішак · a6 чорний пішак · d6 чорний пішак · g6 чорний пішак · c5 чорний пішак · c4 білий пішак · e4 білий пішак · f4 білий пішак · c3 білий слон · d3 білий пішак · g3 білий пішак · h3 білий пішак · b2 білий пішак · d2 білий ферзь · e2 білий кінь · g2 білий слон · a1 чорний ферзь · d1 білий кінь · e1 біла тура · f1 біла тура · g1 білий король | b8 чорна тура · c8 чорний слон · d8 чорний ферзь · e8 чорний кінь · f8 чорна тура · g8 чорний король · e7 чорний пішак · f7 чорний пішак · h7 чорний пішак · a6 чорний пішак · d6 чорний пішак · g6 чорний пішак · c5 чорний пішак · c4 білий пішак · e4 білий пішак · f4 білий пішак · c3 білий слон · d3 білий пішак · g3 білий пішак · h3 білий пішак · b2 білий пішак · d2 білий ферзь · e2 білий кінь · g2 білий слон · a1 чорний ферзь · d1 білий кінь · e1 біла тура · f1 біла тура · g1 білий король | b8 чорна тура · c8 чорний слон · d8 чорний ферзь · e8 чорний кінь · f8 чорна тура · g8 чорний король · e7 чорний пішак · f7 чорний пішак · h7 чорний пішак · a6 чорний пішак · d6 чорний пішак · g6 чорний пішак · c5 чорний пішак · c4 білий пішак · e4 білий пішак · f4 білий пішак · c3 білий слон · d3 білий пішак · g3 білий пішак · h3 білий пішак · b2 білий пішак · d2 білий ферзь · e2 білий кінь · g2 білий слон · a1 чорний ферзь · d1 білий кінь · e1 біла тура · f1 біла тура · g1 білий король | b8 чорна тура · c8 чорний слон · d8 чорний ферзь · e8 чорний кінь · f8 чорна тура · g8 чорний король · e7 чорний пішак · f7 чорний пішак · h7 чорний пішак · a6 чорний пішак · d6 чорний пішак · g6 чорний пішак · c5 чорний пішак · c4 білий пішак · e4 білий пішак · f4 білий пішак · c3 білий слон · d3 білий пішак · g3 білий пішак · h3 білий пішак · b2 білий пішак · d2 білий ферзь · e2 білий кінь · g2 білий слон · a1 чорний ферзь · d1 білий кінь · e1 біла тура · f1 біла тура · g1 білий король | b8 чорна тура · c8 чорний слон · d8 чорний ферзь · e8 чорний кінь · f8 чорна тура · g8 чорний король · e7 чорний пішак · f7 чорний пішак · h7 чорний пішак · a6 чорний пішак · d6 чорний пішак · g6 чорний пішак · c5 чорний пішак · c4 білий пішак · e4 білий пішак · f4 білий пішак · c3 білий слон · d3 білий пішак · g3 білий пішак · h3 білий пішак · b2 білий пішак · d2 білий ферзь · e2 білий кінь · g2 білий слон · a1 чорний ферзь · d1 білий кінь · e1 біла тура · f1 біла тура · g1 білий король | 1 |
|   | a | b | c | d | e | f | g | h |   |

У цій позиції чорні мають матеріальну перевагу, але у білих ситуація краща. Ферзевий фланг білих повністю захищений, а додатковий чорний ферзь не має мети; крім того, білі фігури набагато активніші за чорних і можуть поступово нарощувати тиск на слабкий королівський фланг чорних.

## Оцінювання сили вигаданих фігур
У вигаданих шахах, загалом, приблизне значення сили {\displaystyle \ V\ } у сантипішаках (англ. centipawn) фігури-стрибуна на корткі відстані з {\displaystyle \ N\ } можливими рухами на дошці 8 × 8  є {\displaystyle \ V=33\ N+0,7\ {N}^{2}}. Доданок у квадраті відображає можливість поєднання ходів.
Якщо фігури асиметричні, ходи вперед приблизно вдвічі цінніші, ніж ходи вбік або назад, ймовірно, тому, що ворожі фігури зазвичай можна знайти в напрямку вперед. Аналогічно, ходи із взяттям зазвичай вдвічі цінніші, ніж ходи без взяття (що має значення для фігур, які взяття роблять не тим самим способом, яким вони ходять). Також, здається, існує значна цінність у досягненні різних полів (наприклад, ігноруючи краї дошки, король і кінь мають по 8 ходів, але за один або два ходи кінь може досягти 40 полів, тоді як король може досягти лише 24). Також цінно, щоб фігура мала ходи на поля, які є ортогонально суміжними, оскільки це дозволяє їй знищити окремих прохідних пішаків (а також поставити мат королю, але це менш важливо, оскільки зазвичай до кінця ендшпілю доживає достатньо пішаків, щоб можна було поставити мат шляхом перетворення). Оскільки багато партій вирішуються перетворенням пішака, ефективність фігурі у протистоянні або підтримці пішаків є основною частиною її цінності.
Несподіваним результатом емпіричних комп'ютерних досліджень є те, що принцеса (поєднання слона та коня) та імператриця (поєднання тури та коня) мають майже однакове значення, хоча одинока тура на два пішаки сильніша за одинокого слона. Імператриця приблизно на 0,5 пішака слабша за ферзя, а принцеса на 0,75 пішака слабша за ферзя. Це очевидно не сильно стосується обмеженості слона кольором полів у такому поєднанні, оскільки додавання кроку назад без взяття виявляється вигідним для слона приблизно так само, як і для коня; і це також не має великого відношення до відсутності матового потенціалу у слона, оскільки додавання кроку назад (із взяттям та без взяття) слону вигідне приблизно так само, як і додавання такого кроку для коня. Більш імовірним поясненням видається велика кількість ортогональних контактів у схемі ходу принцеси, з 16-ма такими контактами для принцеси порівняно з 8-ма для імператриці та ферзя: такі ортогональні контакти пояснюють, чому навіть у циліндричних шахах тура все ще сильніша за слона, хоча тепер вони мають однакову рухливість. Це робить принцесу надзвичайно вправною у знищенні пішакових ланцюгів, оскільки вона може атакувати як пішака, так і поле перед ним.

## Виноски
1. ↑  Цей удаваний парадокс є наслідком того, що тура і слон мають майже однакову рухливість (14 проти 13 поля в центрі дошки), але слон пов’язаний кольором полів, а тура – ні.
2. ↑  
Пішак оцінюється у межах 0,7 – 1,3
3. ↑  
За Сарраттом сила пішака = 2 на початку партії, 3,75 в ендшпілі; кінь = 9,25; слон = 9,75; тура = 15; ферзь = 23,75; король як атакуюча фігура (в ендшпілі) = 6,5 . Ці значення діляться на 3 і округлюються.
4. ↑  У редакції 1817 року філідорівського Studies of Chess (редактором Пітером Праттом, даються такі ж значення). Стаунтон у The Chess-Player's Handbook та наступних книжках подає ці величини без пояснень як вони отримані. Він зазначає, що цінність фігур залежить від позиції та фази гри (ферзь зазвичай менш цінний до ендшпілю)[20]
5. ↑  Handbuch des Schachspiels (1843) дається пішаку 1,5; коню 5,3; слону 5.3; турі 8.6; ферзю 15.5 .
6. ↑  
Lasker, (1988), с. 73 дає: 
  - кінь = 3 pawns = 3
  - слон = кінь = 3
  - тура = кінь + 2 пішаки = 5
  - ферзь = 2 тури = 3 коні = 9 або 10
  - король = кінь + пішак = 4 (як активна фігура в ендшпілі)
7. ↑  
Тура і слон на королівському фланзі вартують більше ніж на ферзевомуBurgess, (2000), с. 491
8. ↑  
Lasker, (1960), с. 107 gave these relative values for the early part of the game:

  - крайні пішаки = 0,5 кожен
  - коневі пішаки = 1,25 кожен
  - слонові пішаки = 1,5 кожен
  - центральні пішаки = 2 кожен
  - кінь = 4,5
  - ферзевий слон = 4,5
  - королівський слон = 5
  - ферзева тура = 6
  - королівська тура: 7
  - ферзь = 11

Ласкер коригує деякі з них залежно від початкових позицій, розміщуючи пішаків ближче до центру, а слонів та тур на королівському фланзі, що робить їх ціннішими:
  - центр (d/e-вертикалі) пішак = 1,5;   a/h-вертикалі пішак = 0,5;
  - слон на ферзевому фланзі  = 3,5;   слон на королівському фланзі = 3,75;
  - тура на ферзевому фланзі = 4,5;   тура на королівському фланзі = 5,25;
9. ↑  
Слон - це «3 плюс мала частка». Horowitz, (1951), с. 11
10. ↑  
Слон вартує 3,75, якщо є частиною пари слонівEvans, (1984), с. 77,80
11. ↑  
Evans, (1984) New Ideas in Chess («Нові ідеї в шахах») спочатку дає слонові 3,5 бали (так само, як і коню), але три сторінки далі в темі пари слонів стверджується, що за теорією слон вартує приблизно на 0,25 балів більше.
12. ↑  
Цінність короля відображає його важливість, а не силу. Fischer, Mosenfelder та Margulies, (1972), с. 14
13. ↑  
Ферзь дорівнює трьом легким фігурам або двом турам[21]
14. ↑  
Два слони дорожчі[21]
15. ↑  
Цінність коригується залежно від відкритості позиції, номера горизонталі та вертикалі. Berliner, (1999), с. 14—18
16. 1 2  
Усі значення округлені до найближчих 0,25 балів.
17. ↑  
Додаються 0,5 пункта для парних слонівKaufman, (1999)
18. ↑  
Kaufman, (1999) пояснює, як змінюються значення вартості коней і тур, залежно від кількості пішаків на дошці: «Подальшим уточненням було б підвищити значення коня на 0,0625 (⁠1/16⁠) і зменшити значення тури на 0,25 пункта за кожен пішак більше п’яти оцінюваної сторони з протилежним коригуванням за кожен пішак менше п'яти».
19. ↑  
Виходячи із середньої рухливості. Yevgeny Gik (2004)

Soltis, (2004), с. 10—12 вказує на проблемність такого аналізу.
20. ↑  
Слід додати 0,5 бала за парні слони. Наведені значення стосуються лише фази мітельшпілю. Kaufman, (2011)
21. ↑  
Досвід Кауфмана в розробці шахового рушія допоміг йому створити «науковий» метод розрахунку відносної вартості фігур. Робота, ґрунтується на вивченні тисяч ігор елітних гравців, проаналізованих шаховими рушіями: «Подальшим уточненням буде підвищення вартості коня на 0,0625 (1/16) і зменшити силу тури на 0,25 за кожен пішак вище п'яти оцінюваної сторони з протилежним коригуванням за кожен пішак менше п'яти» Kaufman, (2011)